# Liste der Biografien/Enge
Liste der Biografien |
Portal Biografien |
Personensuche
# |
A |
B |
C |
D |
E |
F |
G |
H |
I |
J |
K |
L |
M |
N |
O |
P |
Q |
R |
S |
T |
U |
V |
W |
X |
Y |
Z |
?
 
Ea |
Eb |
Ec |
Ed |
Ee |
Ef |
Eg |
Eh |
Ei |
Ej |
Ek |
El |
Em |
En |
Eo |
Ep |
Eq |
Er |
Es |
Et |
Eu |
Ev |
Ew |
Ex |
Ey |
Ez
 
Ena |
Enb |
Enc |
End |
Ene |
Enf |
Eng |
Enh |
Eni |
Enj |
Enk |
Enl |
Enm |
Enn |
Eno |
Enq |
Enr |
Ens |
Ent |
Enu |
Env |
Enw |
Enx |
Eny |
Enz
 
Enga |
Engb |
Engd |
Enge |
Engf |
Engg |
Engh |
Engi |
Engj |
Engl |
Engm |
Engn |
Engo |
Engq |
Engr |
Engs |
Engu |
Engv |
Engw
Die Liste der Biografien führt alle Personen auf, die in der deutschsprachigen Wikipedia einen Artikel haben. Dieses ist eine Teilliste mit 999 Einträgen von Personen, deren Namen mit den Buchstaben „Enge“ beginnt.

## Enge
- Enge, Adolf (1885–1952), österreichischer Politiker (cS, SPÖ)
- Enge, Detlef (* 1952), deutscher Fußballspieler
- Enge, Erich (1932–2023), deutscher Maler und Grafiker
- Enge, Erik (* 1996), schwedischer Filmschauspieler
- Enge, Ernst (1893–1944), Chemnitzer Antifaschist
- Enge, Franz (1913–1989), österreichischer Politiker (SPÖ), Landtagsabgeordneter, Abgeordneter zum Nationalrat
- Enge, Harald A. (1920–2008), US-amerikanischer Physiker
- Enge, Sandy (* 1971), deutscher Fußballspieler
- Enge, Steffen (* 1965), deutscher Fußballspieler und -trainer
- Enge, Tomáš (* 1976), tschechischer AutorennfahrerTomáš Enge (* 1976)

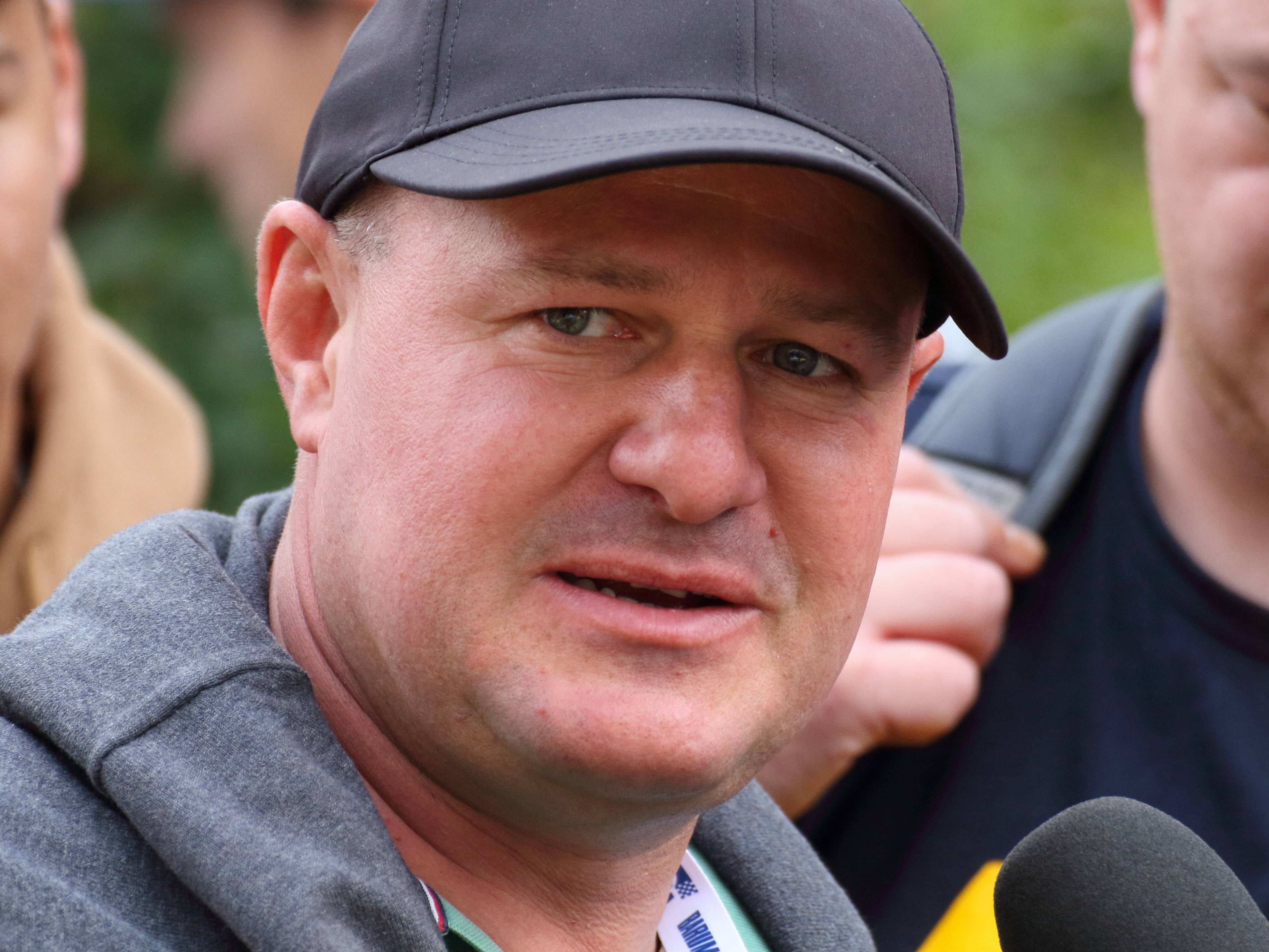
Tomáš Enge (* 1976)

- Enge, Torsten (* 1956), niederländischer Hochschullehrer, Kunsthistoriker und Autor sowie Sänger
- Enge, Wolfgang (1944–2000), deutscher Fußballspieler

### Engeb
- Engeberg Killias, Ulla (1945–1995), schwedisch-schweizerische Kunstmalerin
- Engebø, Arian (* 1994), norwegische Journalistin und Moderatorin
- Engebråten, Hallgeir (* 1999), norwegischer Eisschnellläufer
- Engebretsen, Elisabeth Lund (* 1973), norwegische Sozialanthropologin, Geschlechterforscherin und Hochschullehrerin
- Engebretsen, Martine (* 1998), norwegische Skilangläuferin
- Engebrigtsen, Marte (* 1979), norwegische Schauspielerin

### Engeh
- Engehausen, Frank (* 1963), deutscher Historiker

### Engel

#### Engel D
- Engel de Jánosi, Adolph (1820–1903), ungarischer Großindustrieller
- Engel de Jánosi, Josef (1851–1939), ungarischer Musikschriftsteller und Kunstsammler

#### Engel V
- Engel von der Rabenau, Carl (1817–1870), deutscher Maler des späten Biedermeier
- Engel von Mainfelden, August (1855–1941), österreichischer Finanzbeamter und Finanzminister

#### Engel, A – Engel, W

##### Engel, A
- Engel, Adolf von (1834–1900), deutscher Majoratsbesitzer und Politiker, MdR
- Engel, Albert (1891–1964), deutscher Lehrer, Oberstudiendirektor und Politiker (BP) und Mitglied des Bayerischen Landtages
- Engel, Albert J. (1888–1959), US-amerikanischer Politiker
- Engel, Alexander (1902–1968), deutscher Schauspieler und Regisseur
- Engel, Alexander (* 1962), deutsch-kasachischer Eishockeyspieler
- Engel, Alexander Franz Joseph von (1722–1800), Bischof von Leoben
- Engel, Alfred (1881–1944), Gymnasiallehrer und Museumsleiter in Böhmen und Mähren
- Engel, Andi (1942–2006), deutscher Filmregisseur, Schauspieler, Kinobetreiber und Herausgeber von Filmzeitschriften
- Engel, Andreas (* 1943), Schweizer Strukturbiologe
- Engel, Andreas (* 1963), deutscher Journalist, Buchautor und Unternehmer
- Engel, Andreas K. (* 1961), deutscher Hirnforscher
- Engel, Anne (* 1985), deutsche Fußballspielerin
- Engel, Antke (* 1965), deutsche Philosophin und Publizistin
- Engel, Ari (* 1983), kanadischer Pokerspieler
- Engel, Arthur (1928–2022), deutscher Mathematikpädagoge

##### Engel, B
- Engel, Barbara (* 1952), deutsche ModedesignerinBarbara Engel (* 1952)

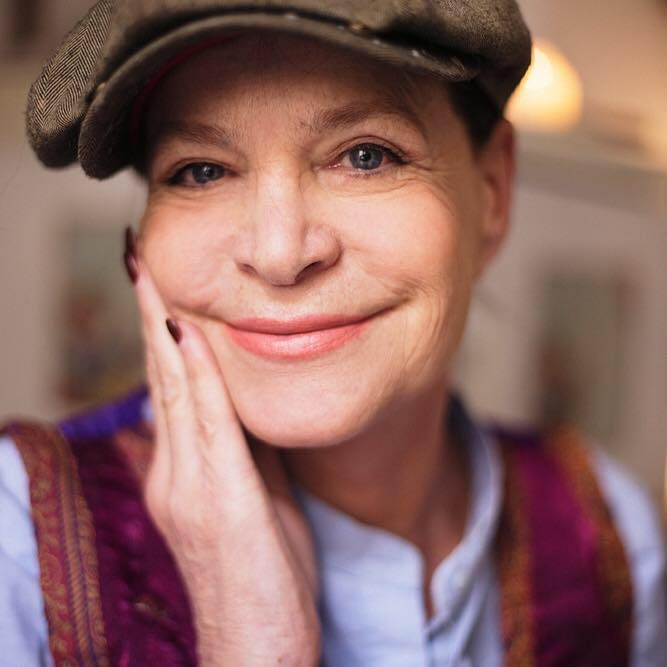
Barbara Engel (* 1952)

- Engel, Barbara (* 1969), deutsche Architektin und Hochschullehrerin für internationalen Städtebau
- Engel, Ben (* 1979), deutscher Schauspieler
- Engel, Bertram (* 1957), deutscher Schlagzeuger

##### Engel, C
- Engel, Carl (1895–1947), deutscher Vor- und Frühgeschichtshistoriker
- Engel, Carl Immanuel (1764–1795), deutscher Organist, Dirigent und Komponist
- Engel, Carl Ludwig (1778–1840), deutsch-finnischer Architekt und Maler
- Engel, Caspar Arnold (1798–1863), deutscher Politiker, Landdrost der Herrschaft Pinneberg und Abgeordneter der Frankfurter Nationalversammlung
- Engel, Cassandra (* 1986), deutsche Handballspielerin
- Engel, Chaim (1916–2003), polnischer Holocaustüberlebender des Vernichtungslagers Sobibór
- Engel, Christian (1788–1871), deutscher Advokat, Bürgermeister und Parlamentarier
- Engel, Christiane (1942–2021), Schweizer Pianistin und ÄrztinChristiane Engel (1942–2021)

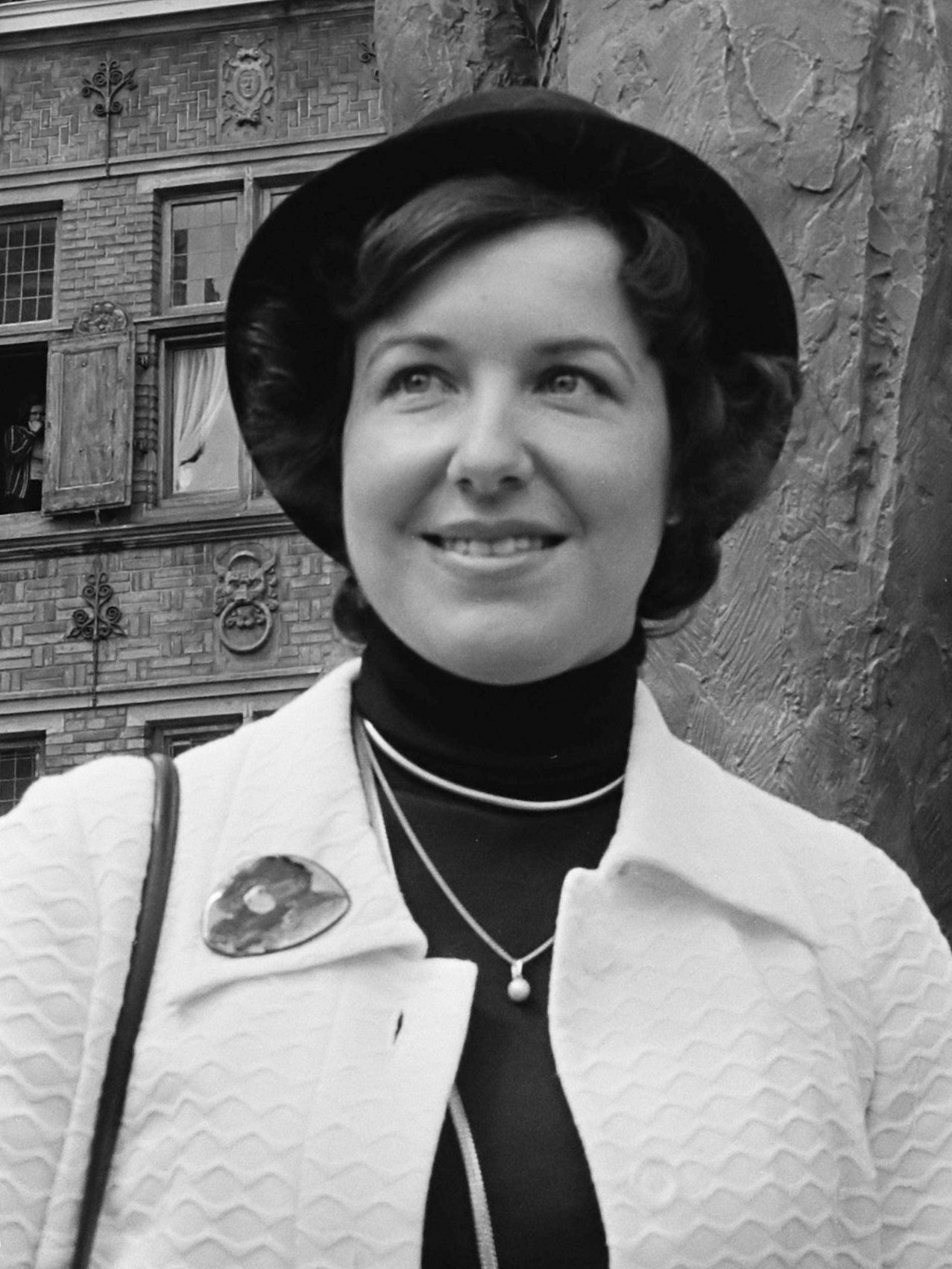
Christiane Engel (1942–2021)

- Engel, Christine (* 1946), österreichische Slawistin und Literaturwissenschaftlerin
- Engel, Christoph (1925–2011), deutscher Schauspieler
- Engel, Christoph (* 1956), deutscher Jurist
- Engel, Christoph (* 1974), Schweizer Model, Mister Schweiz des Jahres 2002
- Engel, Curt A. (1901–1977), deutscher Dokumentarfilmregisseur

##### Engel, D
- Engel, Dagmar (* 1960), deutsche Journalistin
- Engel, David (* 1951), US-amerikanischer Historiker
- Engel, David Hermann (1816–1877), deutscher Organist und Komponist
- Engel, Dennis (* 1995), deutscher Fußballspieler
- Engel, Detlef (1940–2023), deutscher Schlagersänger
- Engel, Detlev (1942–2017), deutscher Politiker (SPD)
- Engel, Doreen (* 1982), deutsche Volleyballspielerin

##### Engel, E
- Engel, Eduard (1851–1938), deutscher Literaturwissenschaftler
- Engel, Egon (1918–1974), österreichischer Eishockeyspieler
- Engel, Eliot (* 1947), US-amerikanischer Politiker (Demokratische Partei)
- Engel, Elmar (1933–2001), deutscher Journalist, Fotograf und Reiseschriftsteller
- Engel, Elwood (1917–1986), US-amerikanischer Chefdesigner der Chrysler Corporation
- Engel, Emanuel (1844–1907), tschechischer Arzt und Politiker
- Engel, Émile (1889–1914), französischer Radrennfahrer
- Engel, Emilie (1893–1955), Schönstätter Marienschwester
- Engel, Engelbert (1887–1962), deutscher katholischer Pfarrer
- Engel, Erich (1888–1955), österreichischer Pianist, Kapellmeister und Musikschriftsteller
- Engel, Erich (1891–1966), deutscher Film- und TheaterregisseurErich Engel (1891–1966)

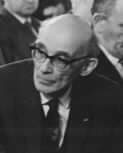
Erich Engel (1891–1966)

- Engel, Ernst (1821–1896), deutscher Statistiker
- Engel, Ernst (1871–1929), deutscher Verwaltungsbeamter in Südwestafrika und Gelegenheitsdichter
- Engel, Ernst (1879–1967), deutscher Grafiker und Betreiber der Ernst-Engel-Presse
- Engel, Erwin (1881–1946), österreichischer Buchhändler, Verleger, Schauspieler, Kabarettist und Conférencier
- Engel, Eugen (1875–1943), deutscher Komponist
- Engel, Eva J. (1919–2013), deutsche Germanistin, Herausgeberin des Gesamtwerks von Moses Mendelssohn
- Engel, Evamaria (* 1934), deutsche Historikerin

##### Engel, F
- Engel, Fjodor Iwanowitsch (1769–1837), russischer Stabsoffizier, Staatssekretär und Senator
- Engel, Frank (* 1951), deutscher FußballtrainerFrank Engel (* 1951)

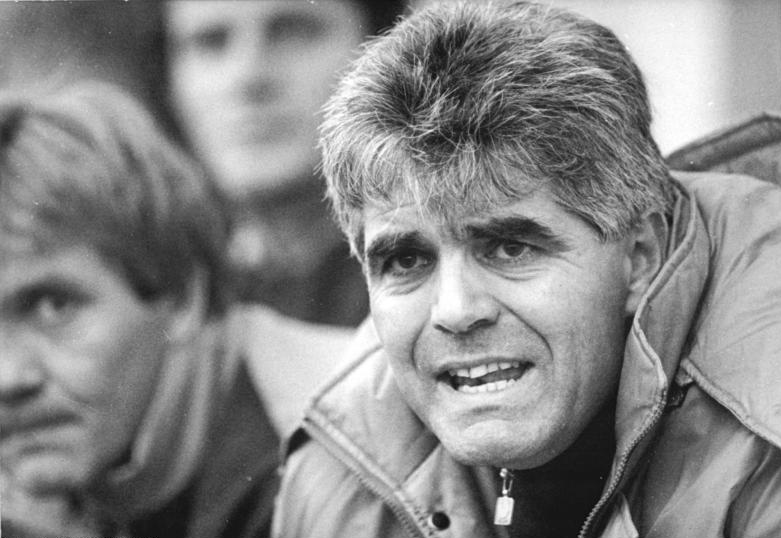
Frank Engel (* 1951)

- Engel, Frank (* 1975), luxemburgischer Politiker, MdEP
- Engel, Frank-Lorenz (* 1961), deutscher Schauspieler und Synchronsprecher
- Engel, Franz (1799–1877), deutscher Politiker (Liberale Reichspartei), MdR
- Engel, Franz (1834–1920), deutscher Forschungsreisender
- Engel, Franz (1898–1944), österreichischer Komiker, Conferencier, Coupletsänger und Schauspieler
- Engel, Franz (1908–1967), deutscher Historiker und Archivar
- Engel, Franz Bey (1850–1931), deutscher Lepraarzt in Ägypten
- Engel, Franz Joseph (1867–1922), deutscher Altphilologe und Gymnasiallehrer
- Engel, Frauke (* 1961), deutsche Kunsthistorikerin, Museumsleiterin und Sachbuchautorin
- Engel, Friederike (* 1987), deutsche Fußballspielerin
- Engel, Friedrich (1821–1890), deutscher Architekt und Publizist
- Engel, Friedrich (1861–1941), deutscher Mathematiker
- Engel, Friedrich (1909–2006), deutscher SS-Mann, KriegsverbrecherFriedrich Engel (1909–2006)

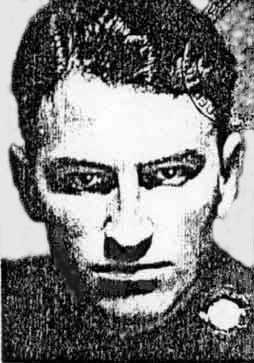
Friedrich Engel (1909–2006)

- Engel, Friedrich von (1867–1941), österreichischer Richter
- Engel, Fritz (1867–1935), Theaterkritiker und Buchautor in Berlin
- Engel, Fritz Karl (* 1898), deutscher Polizeipräsident und SS-Führer

##### Engel, G
- Engel, Georg (1866–1931), deutscher Schriftsteller
- Engel, Georg Friedrich (1777–1859), deutscher Tapetenmaler, Theatermaler und Theaterdirektor
- Engel, George (1836–1887), deutscher Anarchist und einer der acht Angeklagten in der Haymarket-Affäre
- Engel, George L. (1913–1999), US-amerikanischer Mediziner und Psychiater
- Engel, Georges (* 1968), luxemburgischer Arbeitsminister (LSAP)
- Engel, Georgia (1948–2019), US-amerikanische Schauspielerin
- Engel, Gerd (* 1934), deutscher Segler, Kapitän und Lotse
- Engel, Gerhard (1906–1976), deutscher Offizier, zuletzt Generalleutnant im Zweiten Weltkrieg
- Engel, Gerhard (* 1934), deutscher Historiker
- Engel, Gerhard (1939–2010), deutscher Bürgermeister und Senator (Bayern)
- Engel, Gudrun (* 1979), deutsche JournalistinGudrun Engel (* 1979)

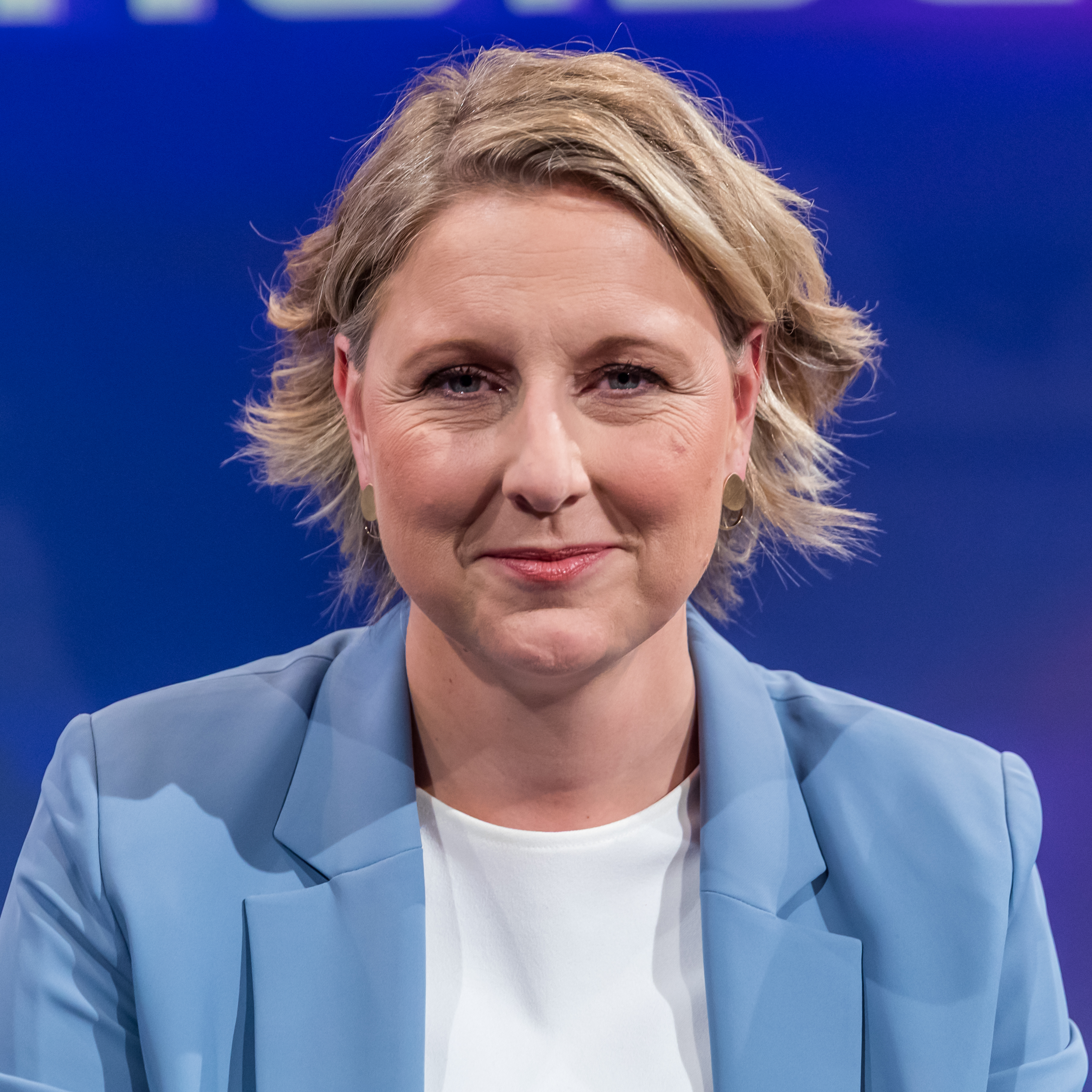
Gudrun Engel (* 1979)

- Engel, Gustav (1823–1895), deutscher Sänger (Tenor), Musiktheoretiker, Musikpädagoge und Musikjournalist
- Engel, Gustav (1893–1989), deutscher Historiker

##### Engel, H
- Engel, Hans (1887–1945), deutscher Jurist und Politiker
- Engel, Hans (1894–1970), deutscher Musikwissenschaftler
- Engel, Hans (1897–1972), österreichischer Filmproduzent
- Engel, Hans (* 1935), deutscher Verwaltungsjurist und Ministerialbeamter
- Engel, Hans (* 1948), deutscher Handballspieler
- Engel, Hans (* 1954), deutscher Komponist von Filmmusik
- Engel, Hans Christoph († 1649), tirolerischer Beamter, Bergrichter, Pfleger und Amtmann
- Engel, Hans Günter (* 1951), deutscher Brigadegeneral
- Engel, Hans-Hermann Karl (* 1936), deutscher Unternehmer und Netzmacher
- Engel, Harry (1892–1950), deutscher Fußballspieler
- Engel, Harry (1936–1989), deutscher Schauspieler und TV-Regisseur
- Engel, Hartwig von (1873–1926), deutscher Verwaltungsjurist und Politiker
- Engel, Heidi (* 1968), deutsche Fußballspielerin
- Engel, Heinfried (* 1947), deutscher Stabhochspringer
- Engel, Heinrich (1785–1859), deutscher Ökonom, Bürgermeister und Mitglied des kurhessischen Landtags
- Engel, Heinrich (1900–1988), deutscher Landschaftsmaler
- Engel, Heinrich Peter (1845–1898), Bürgermeister und Abgeordneter des Provinziallandtages der Provinz Hessen-Nassau
- Engel, Helmut (1935–2019), deutscher Kunsthistoriker und Denkmalpfleger
- Engel, Helmut (1940–2020), deutscher Theologe
- Engel, Helmut (* 1956), deutscher Jazzmusiker, Komponist und Dozent
- Engel, Hendrik (1898–1981), niederländischer Zoologe und Museumsdirektor
- Engel, Hermann (1899–1975), deutscher Politiker (SPD), MdBB
- Engel, Horst (1927–1984), deutscher Politiker (SPD), MdL
- Engel, Horst (* 1943), deutscher Fußballspieler
- Engel, Horst (* 1947), deutscher Politiker (FDP), MdL
- Engel, Howard (1931–2019), kanadischer Schriftsteller

##### Engel, J
- Engel, Jacob (* 2001), deutscher Fußballspieler
- Engel, Jakob, deutscher Schauspieler
- Engel, Jakob (1632–1714), Baumeister des Barock
- Engel, Jakobine (* 1965), deutsche Film- und Videokünstlerin, Schauspielerin
- Engel, Jasmin (* 1982), deutsche Schriftstellerin
- Engel, Jean-Pierre (1904–1960), luxemburgischer Radrennfahrer
- Engel, Jerzy (* 1952), polnischer Fußballspieler und -trainer
- Engel, Jesse, amerikanischer Poolbillardspieler
- Engel, Joachim (* 1954), deutscher Mathematiker und Professor
- Engel, Joel (1868–1927), russischer Komponist, Musikwissenschaftler und Musikkritiker
- Engel, Joel S. (* 1936), US-amerikanischer Ingenieur und Mobilfunk-Pionier
- Engel, Johann Christian (1770–1814), österreichischer Historiker
- Engel, Johann Ernst Robert (1857–1914), Bürgermeister und Abgeordneter des Provinziallandtages der Provinz Hessen-Nassau
- Engel, Johann Friedrich (1844–1921), deutscher Maler, auch in den Vereinigten Staaten tätig
- Engel, Johann Heinrich Gottlieb (1720–1785), deutsch-russischer Mediziner
- Engel, Johann Jakob (1741–1802), deutscher Schriftsteller und Literaturtheoretiker
- Engel, Johann Ludwig (1699–1758), deutscher Hochschullehrer
- Engel, Johannes († 1512), bayerischer Astronom und Hochschullehrer
- Engel, Johannes (1894–1973), deutscher Politiker (NSDAP), MdR, MdL und SS-FührerJohannes Engel (1894–1973)

Johannes Engel (1894–1973)

- Engel, Johannes K. (1927–2018), deutscher Journalist
- Engel, Jonas (* 1990), deutscher Jazzmusiker
- Engel, Josef (1816–1899), österreichischer Pathologe und Anatom
- Engel, Josef (1922–1978), deutscher Historiker
- Engel, Joseph Franz († 1827), österreichischer Architekt
- Engel, József († 1901), ungarischer Bildhauer
- Engel, Judith (* 1969), deutsche Schauspielerin
- Engel, Jules (1909–2003), ungarisch-US-amerikanischer Maler und Trickfilmer
- Engel, Julius (1842–1926), deutscher Jurist und Politiker, MdHB, Präsident der Hamburgischen Bürgerschaft
- Engel, Julius Theodor (1807–1862), deutscher Richter und Parlamentarier
- Engel, Jürgen (* 1935), Schweizer Chemiker und Biophysiker
- Engel, Jürgen (* 1946), deutscher Diplomat
- Engel, Jürgen (1947–2018), deutscher Politiker (Die Grünen), MdL
- Engel, Jürgen (* 1954), deutscher Architekt und Stadtplaner
- Engel, Justin (* 2007), deutscher Tennisspieler

##### Engel, K
- Engel, Karl, Graubündner Baumeister
- Engel, Karl (1824–1913), deutscher Musiker, Privatgelehrter
- Engel, Karl (1889–1985), österreichischer Maler
- Engel, Karl (1923–2006), Schweizer Pianist
- Engel, Karl August Maximilian von (1795–1881), sächsischer General der Kavallerie und Oberstallmeister
- Engel, Karl von (1826–1896), Hof- und Verwaltungsbeamter im Herzogtum Mecklenburg-Strelitz
- Engel, Kathinka (* 1986), deutsche Autorin und Lektorin
- Engel, Kati (* 1982), deutsche Politikerin (parteilos, vormals Die Linke), MdL
- Engel, Katrin (* 1984), österreichische Handballspielerin
- Engel, Klaus (* 1934), deutscher Fernschachspieler
- Engel, Klaus (* 1956), deutscher Chemiker und Manager
- Engel, Konrad (* 1956), deutscher Mathematiker und Hochschullehrer
- Engel, Konrad Maria (* 1977), deutscher Pianist und Musikpädagoge
- Engel, Konstantin (* 1988), deutsch-kasachischer Fußballspieler
- Engel, Kurt (1902–1961), deutscher Maschinenschlosser und Mitglied der Volkskammer der DDR
- Engel, Kurt (1909–1967), deutscher Schlagwerker und Komponist

##### Engel, L
- Engel, Laurence (* 1966), französische Kulturmanagerin
- Engel, Leo (1903–1938), österreichisch-sowjetischer Chemiker
- Engel, Leopold (1858–1931), Schauspieler, Okkultist, Theosoph und Neugründer des Illuminatenordens
- Engel, Lilli (1939–2018), deutsche Malerin und Installationskünstlerin
- Engel, Louis (1885–1960), französischer Radrennfahrer
- Engel, Ludwig (1906–1975), deutscher Politiker (SPD), MdL, Oberbürgermeister von Darmstadt (1951–1971)
- Engel, Luis (* 2002), deutscher SchachspielerLuis Engel (* 2002)

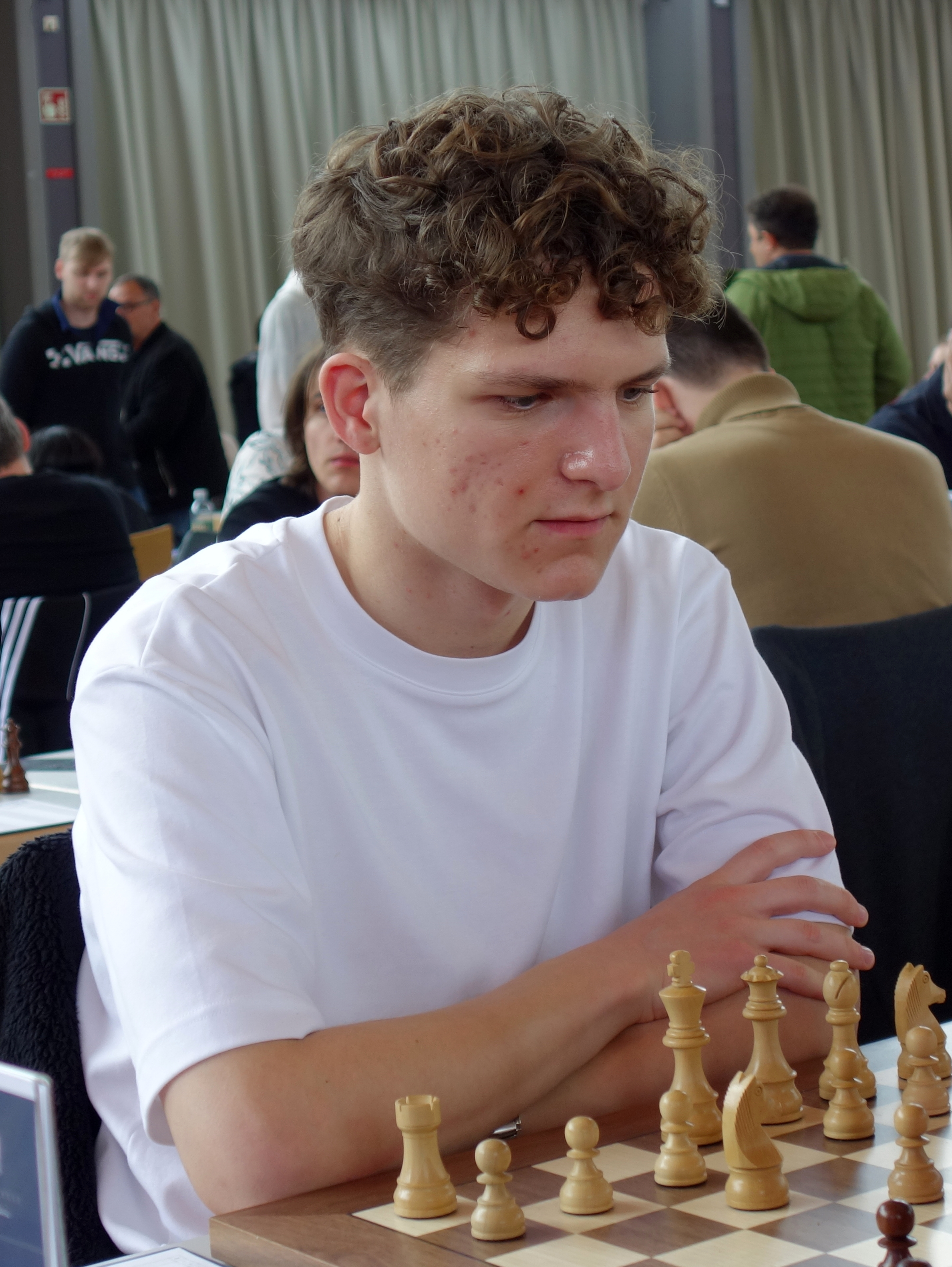
Luis Engel (* 2002)

- Engel, Lukas (* 1998), dänischer Fußballspieler

##### Engel, M
- Engel, Manfred (* 1953), deutscher Germanist und Literaturwissenschaftler
- Engel, Manuel (* 1993), Schweizer Unihockeyspieler
- Engel, Marian (1933–1985), kanadische Schriftstellerin
- Engel, Marianne (* 1972), schweizerische Fotografin, und Objektkünstlerin
- Engel, Mark (* 1991), amerikanischer Skirennläufer
- Engel, Marlene (* 1984), österreichische Musikkuratorin, Kulturmanagerin und Aktivistin
- Engel, Marlies (* 1943), deutsche Schauspielerin
- Engel, Maro (* 1985), deutscher AutomobilrennfahrerMaro Engel (* 1985)

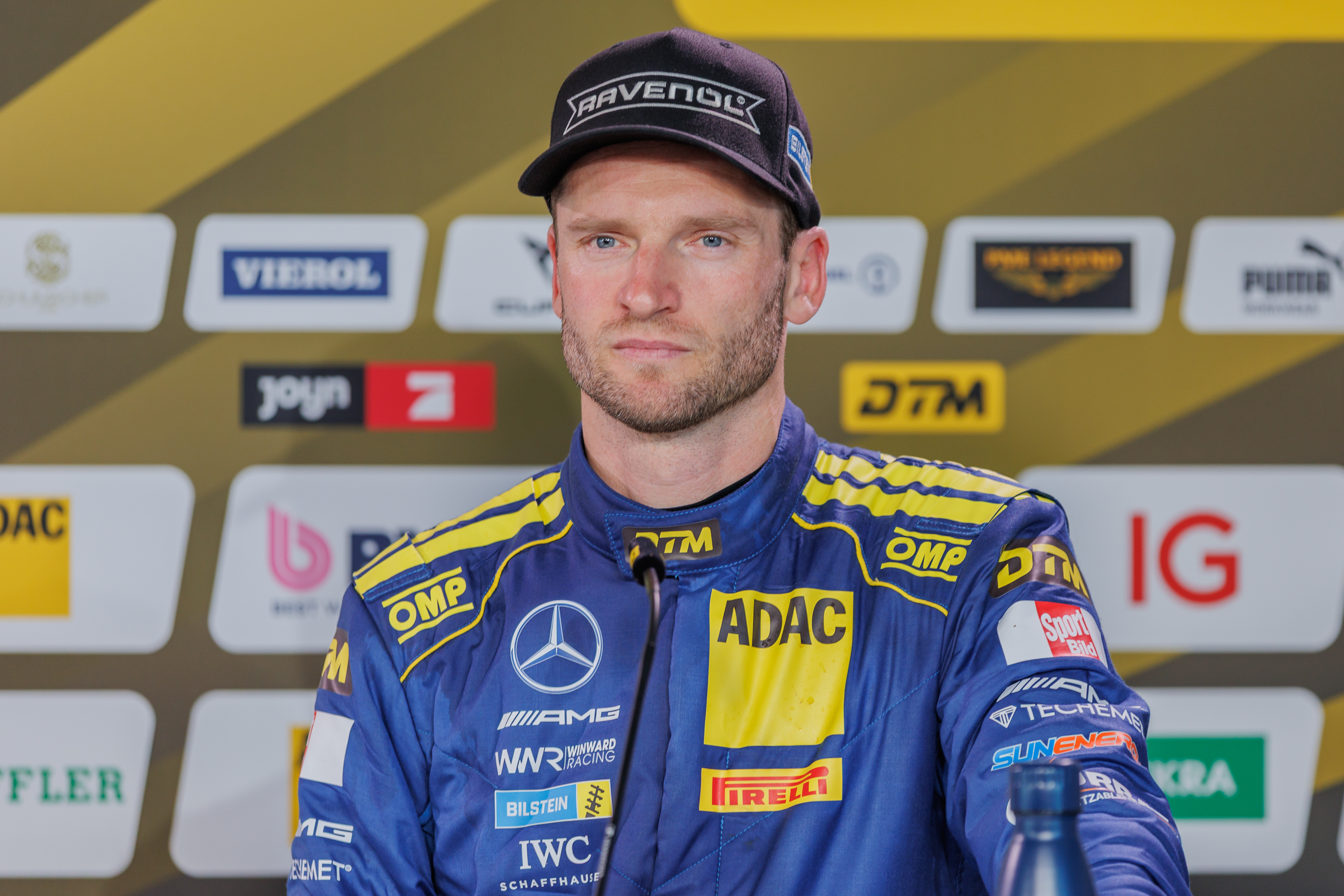
Maro Engel (* 1985)

- Engel, Marty (1932–2022), US-amerikanischer Hammerwerfer und Kugelstoßer
- Engel, Mathias (1905–1994), deutscher Bahnradsportler
- Engel, Matthew (* 1951), britischer Journalist
- Engel, Michael, deutscher Politiker (bayerische Abgeordnetenkammer)
- Engel, Michael (1941–2011), deutscher Chemiker, Historiker und Verleger
- Engel, Michael (* 1964), deutscher Sänger, Gitarrist, Songwriter und Mundharmonikaspieler
- Engel, Michael S. (* 1971), US-amerikanischer Paläontologe und Entomologe
- Engel, Michelle (* 1993), deutsche Gemeindereferentin, Influencerin und Autorin
- Engel, Morris (1918–2005), US-amerikanischer Photograph, Kameramann, Drehbuchautor und Regisseur
- Engel, Mylan (* 1960), US-amerikanischer Philosophieprofessor

##### Engel, N
- Engel, Nadja (* 1964), deutsche Schauspielerin
- Engel, Nicolas (* 1854), deutscher Grubendirektor, Politiker
- Engel, Nicolas (1902–1946), luxemburgischer Radsportler
- Engel, Nikolaus II. († 1509), deutscher Zisterzienserabt
- Engel, Nina (* 2003), deutsche HandballspielerinNina Engel (* 2003)

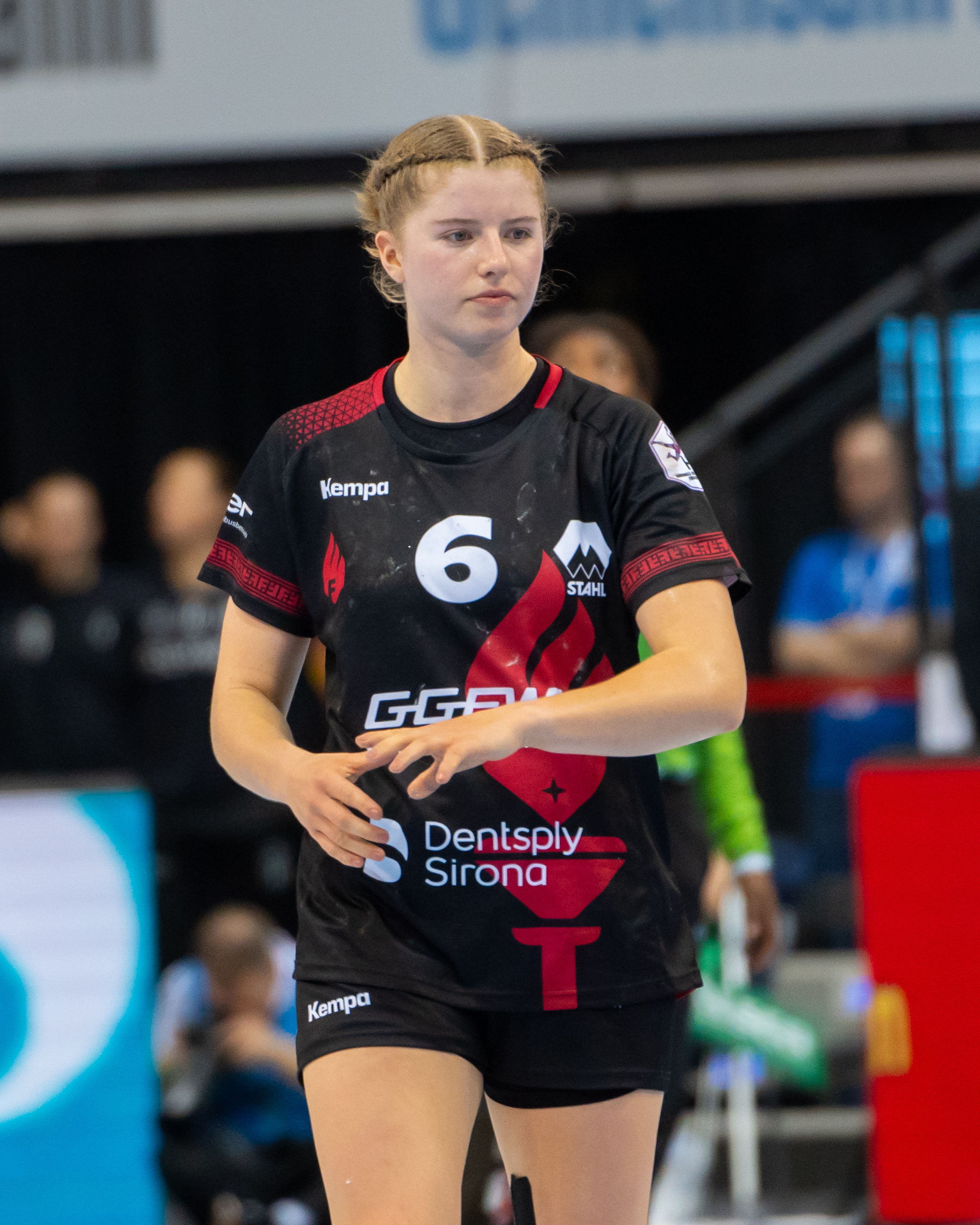
Nina Engel (* 2003)

- Engel, Norbert (1921–2009), deutscher Politiker (SPD), MdL

##### Engel, O
- Engel, Otto Heinrich (1866–1949), deutscher Kunstmaler

##### Engel, P
- Engel, Pascal (* 1954), französischer Philosoph
- Engel, Patricia (* 1961), österreichische Restauratorin mit Schwerpunkt Restaurierung von Papier
- Engel, Patrick W. (* 1974), deutscher Musiker und Musikproduzent
- Engel, Paul (1949–2025), österreichischer Komponist und Dirigent
- Engel, Peter (* 1918), deutscher Politiker (FDP), MdL
- Engel, Peter (* 1940), deutscher Schriftsteller
- Engel, Peter (1944–2014), deutscher bildender Künstler
- Engel, Peter (* 1954), deutscher Tischtennisspieler und -trainer
- Engel, Philipp Peyman (* 1983), deutscher JournalistPhilipp Peyman Engel (* 1983)

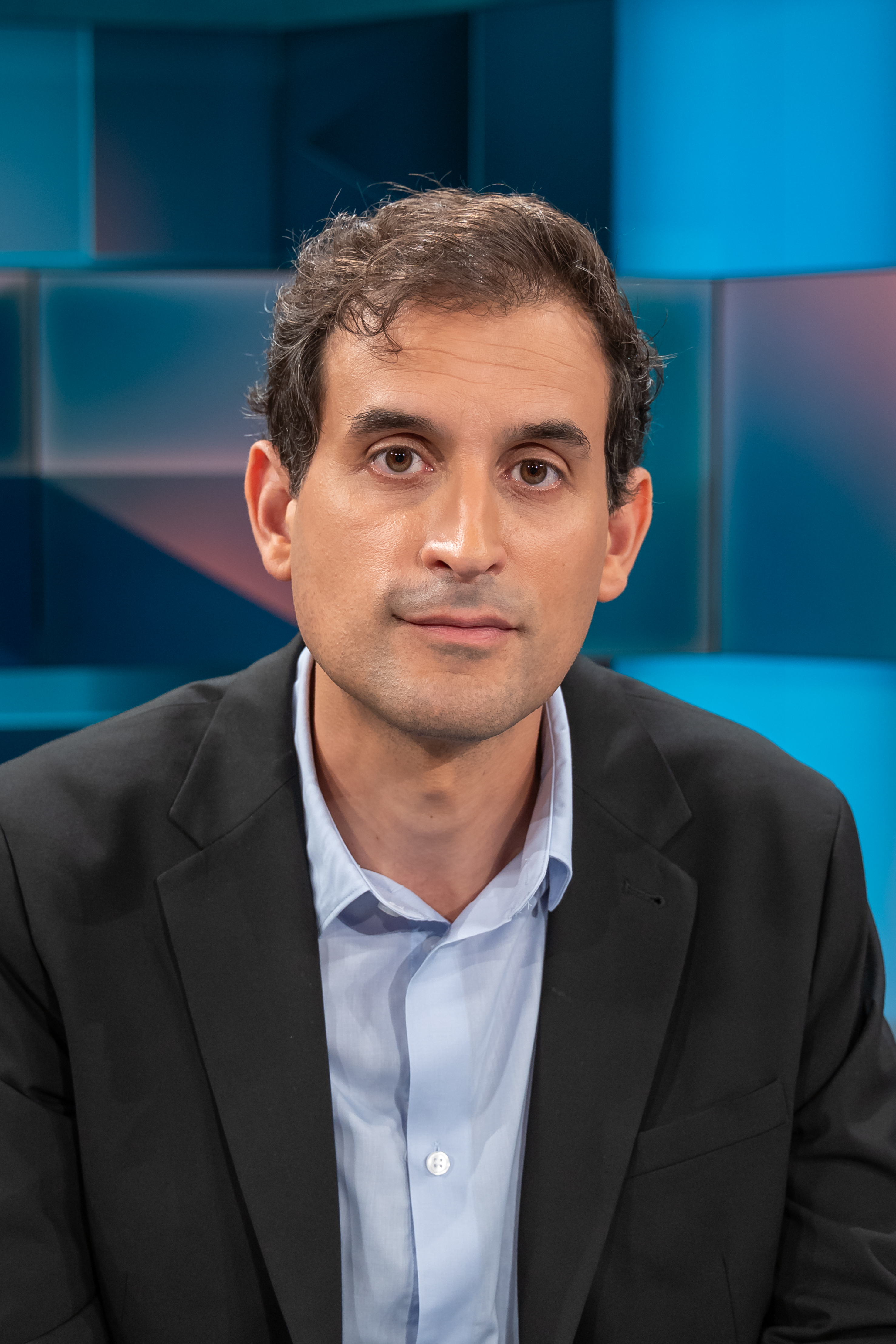
Philipp Peyman Engel (* 1983)

##### Engel, R
- Engel, Richard (1866–1954), deutscher Vizeadmiral der Kaiserlichen Marine
- Engel, Richard (* 1940), deutscher Filmregisseur, Drehbuchautor und Filmproduzent
- Engel, Richard (* 1946), deutscher Fußballspieler
- Engel, Robert, deutscher Skispringer
- Engel, Rolf (1912–1993), deutscher Raumfahrtpionier
- Engel, Roscoe (* 1989), südafrikanischer Sprinter
- Engel, Rudi (* 1957), deutscher Jazzmusiker (Kontrabass)
- Engel, Rudolf (1903–1993), deutscher kommunistischer Politiker (KPD/SED)

##### Engel, S
- Engel, Sabine (* 1954), deutsche Diskuswerferin
- Engel, Samuel (1702–1784), Schweizer Bibliothekar, Geograph, Politiker, Philanthrop und Ökonom
- Engel, Samuel G. (1904–1984), US-amerikanischer Drehbuchautor und Filmproduzent
- Engel, Schmuel (1853–1935), polnischer, ungarischer und tschechoslowakischer Rabbiner und Schriftgelehrter
- Engel, Semmy (1864–1948), deutscher Architekt
- Engel, Sibylle (1920–2011), hessische Politikerin (FDP), MdL, MdB
- Engel, Siegfried (1892–1976), deutscher Marineoffizier und Konteradmiral im Zweiten Weltkrieg
- Engel, Stef. (* 1969), deutsche bildende Künstlerin
- Engel, Stefan (1878–1968), britischer Kinderarzt deutsch-jüdischer Herkunft
- Engel, Stefan (* 1954), deutscher Politiker (MLPD)
- Engel, Stefanie (* 1968), deutsche Umweltökonomin
- Engel, Susanne (* 1964), deutsche Juristin, Richterin und Gerichtspräsidentin
- Engel, Svea (* 1998), deutsche Schauspielerin

##### Engel, T
- Engel, Taliso (* 2002), deutscher Schwimmer
- Engel, Theodor (1842–1933), evangelischer Pfarrer, Paläontologe, Geologe und Fossiliensammler
- Engel, Thomas (1922–2015), deutscher Film- und Fernsehregisseur
- Engel, Thomas (* 1962), deutscher Schauspieler
- Engel, Tina (* 1950), deutsche SchauspielerinTina Engel (* 1950)

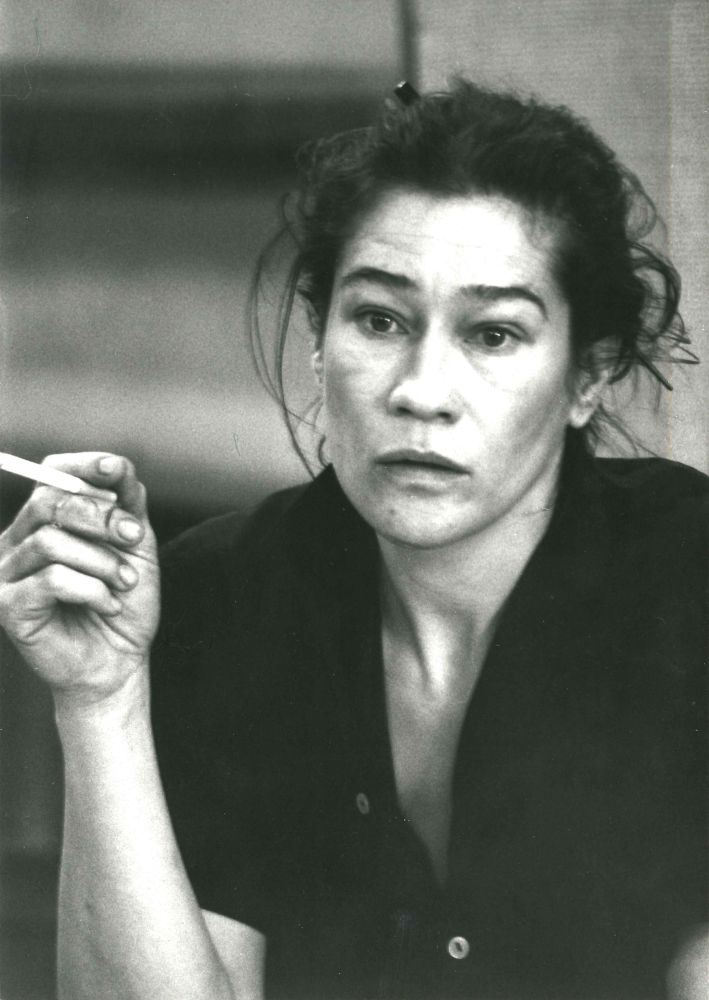
Tina Engel (* 1950)

- Engel, Titus (* 1975), Schweizer Dirigent
- Engel, Tomasz (* 1955), polnischer Fechter
- Engel, Tommy (* 1949), deutscher Musiker und SchauspielerTommy Engel (* 1949)

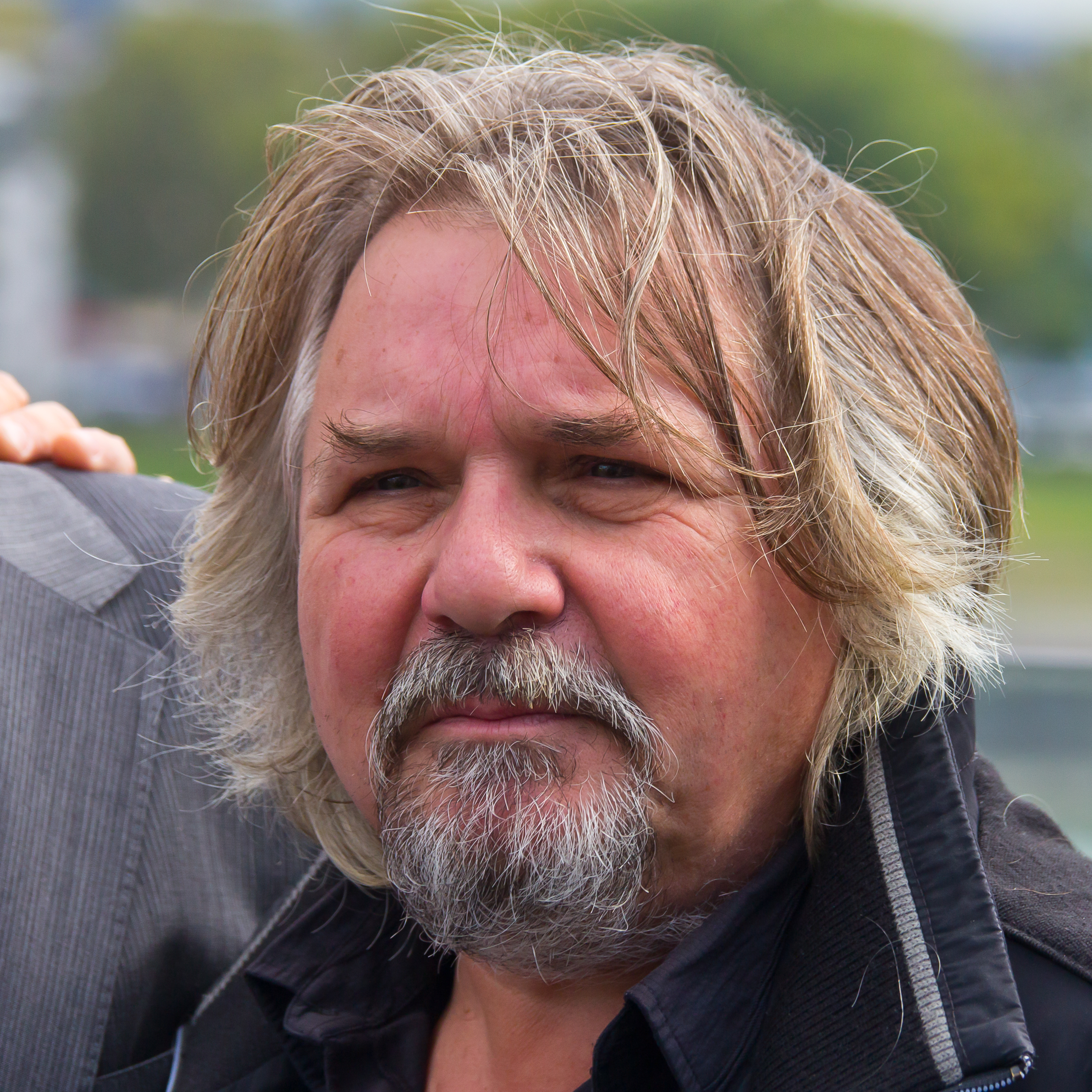
Tommy Engel (* 1949)

- Engel, Torsten (* 1963), deutscher Journalist, Programmchef der Hörfunkwelle NDR 2 (seit 2002)

##### Engel, U
- Engel, Ulf (* 1962), deutscher Politologe
- Engel, Ulrich (1902–1986), deutscher Verwaltungsjurist und Ministerialbeamter
- Engel, Ulrich (1928–2020), deutscher Germanist und Philologe
- Engel, Ulrich (* 1961), deutscher Theologe, Priester und Hochschullehrer
- Engel, Ulrich-Karl (* 1950), deutscher Politiker (Bündnis 90/Die Grünen)
- Engel, Ute (* 1963), deutsche Kunsthistorikerin

##### Engel, V
- Engel, Viktor (1900–1976), deutscher Jurist und Landrat
- Engel, Volker (* 1965), deutscher Visual-Effects-Supervisor und Filmproduzent
- Engel, Volker Maria (* 1970), deutscher Regisseur und Theaterpädagoge

##### Engel, W
- Engel, Walter (1911–1990), austroamerikanischer Journalist und Schauspieler
- Engel, Walter (* 1939), deutscher Fußballschiedsrichter
- Engel, Walter (* 1942), deutscher Sprachforscher
- Engel, Werner (1880–1941), Schweizer Maler und Grafiker
- Engel, Werner (1921–2010), deutscher Übersetzer
- Engel, Wilhelm (1838–1933), deutscher Ebenist (Kunstschreiner)
- Engel, Wilhelm (1881–1945), deutscher römisch-katholischer Gewerkschafter, Parteisekretär und Märtyrer
- Engel, Wilhelm (1903–1954), evangelisch-lutherischer Pfarrer und Herausgeber
- Engel, Wilhelm (1905–1964), thüringischer Landeshistoriker
- Engel, Wolfgang (1928–2010), deutscher Mathematiker
- Engel, Wolfgang (1940–2015), deutscher Arzt und Hochschullehrer
- Engel, Wolfgang (1943–2025), deutscher Theaterregisseur, Schauspieler und Intendant

#### Engel-

##### Engel-B
- Engel-Baiersdorf, Erna (1889–1970), österreichisch-kanadische Bildhauerin
- Engel-Berger, Willy (1890–1946), deutscher und österreichischer Komponist und Filmmusiker
- Engel-Braunschmidt, Annelore (* 1941), deutsche Slawistin und Hochschullehrerin

##### Engel-D
- Engel-Denis, Joachim (1933–2013), deutscher Schauspieler und Regisseur
- Engel-Dollfus, Frédéric (1818–1883), französischer Industrieller, Kunstsammler und Philanthrop

##### Engel-E
- Engel-Egli, Regula (1761–1853), Frau eines schweizerischen Söldneroffiziers im Dienste NapoleonsRegula Engel-Egli (1761–1853)

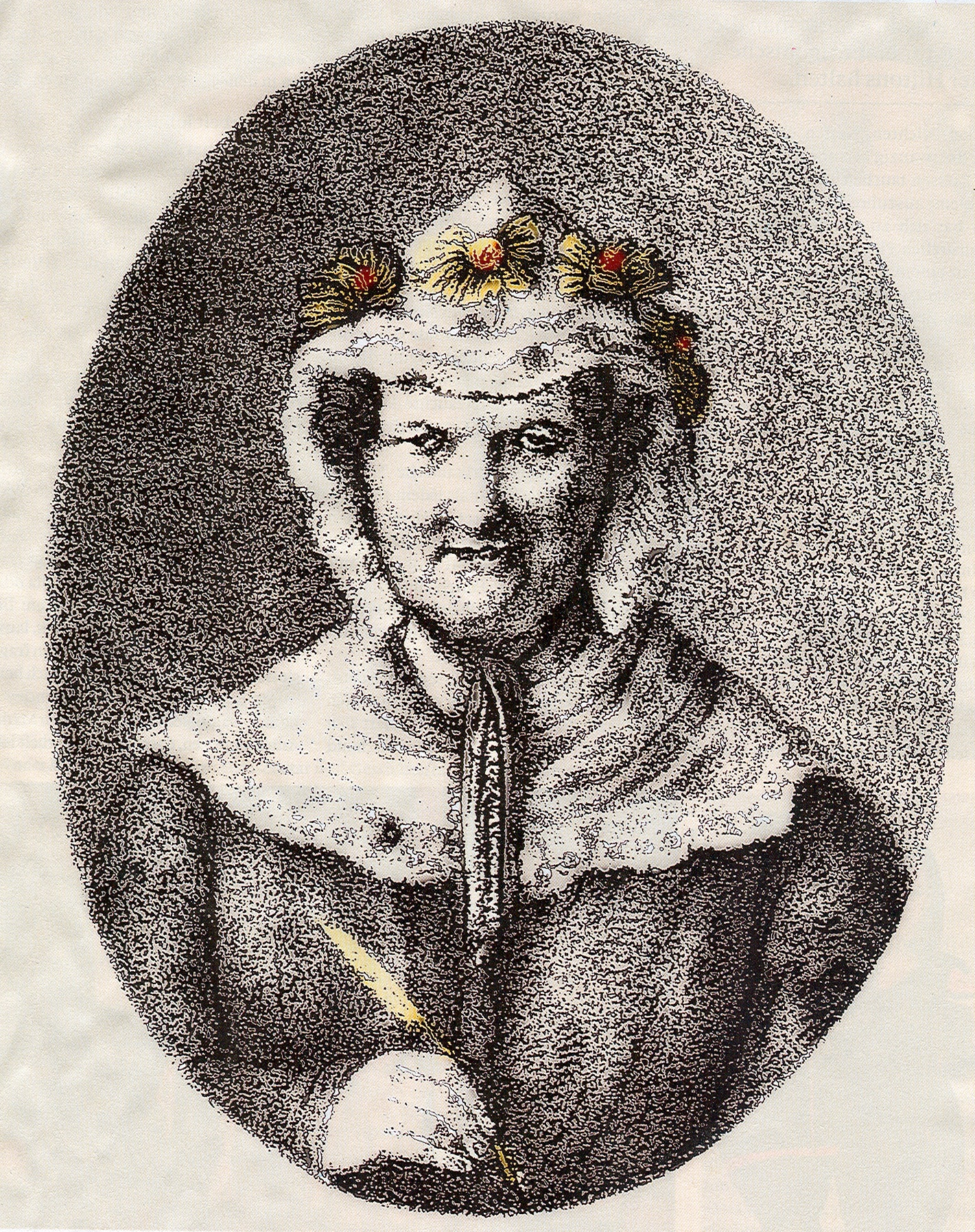
Regula Engel-Egli (1761–1853)

- Engel-Elstner, Hilde (1908–1965), deutsche Schauspielerin

##### Engel-H
- Engel-Hansen, Emmy (1902–1989), deutsche Rechtsanwältin, Frauenrechtlerin und Verfassungsrichterin
- Engel-Hardt, Rudolf (1886–1968), deutscher Grafiker, Illustrator und Schriftsteller

##### Engel-J
- Engel-Jánosi, Friedrich (1893–1978), österreichischer Historiker

##### Engel-R
- Engel-Reimers, Charlotte (1870–1930), deutsche Nationalökonomin und Frauenrechtlerin

##### Engel-S
- Engel-Schmidt, Jakob (* 1983), dänischer Politiker

##### Engel-W
- Engel-Wojahn, Erika (1911–2004), deutsche Kinderbuchautorin, Lyrikerin und Illustratorin

#### Engela
- Engelaar, Orlando (* 1979), niederländischer FußballspielerOrlando Engelaar (* 1979)

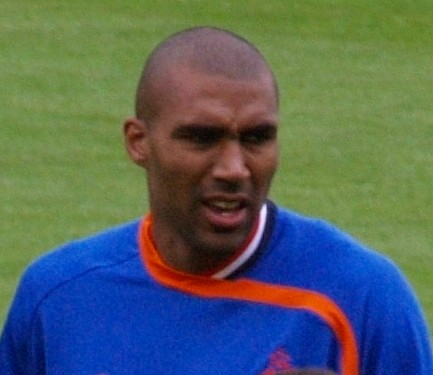
Orlando Engelaar (* 1979)

- Engelage, Torsten (* 1981), österreichischer Jungpolitiker
- Engeland, Ernst (1853–1925), deutscher Politiker (SDAP)
- Engeland, Frank (* 1961), deutscher Jurist, Richter und Darsteller in einer Gerichtsshow
- Engeland, Herman van (1943–2016), niederländischer Mediziner, Kinder- und Jugendpsychiater und Hochschullehrer
- Engelard de Cigogné, französischer Beamter im Dienst der englischen Könige

#### Engelb
- Engelbach, Archibald Frank (1881–1961), englischer Badmintonspieler
- Engelbach, David (* 1946), US-amerikanischer Drehbuchautor, Filmregisseur und Schauspieler
- Engelbach, Friedrich (1800–1874), Advokat und Abgeordneter
- Engelbach, Georg (1817–1894), deutscher Lithograf, Zeichner, Kopist und Porträtmaler
- Engelbach, Reginald (1888–1946), britischer Ägyptologe
- Engelbart, Douglas C. (1925–2013), amerikanischer Erfinder
- Engelbart, Wilhelm (1903–1999), deutscher Lehrer und NSDAP-Funktionär
- Engelbarts, Daniel (* 1973), niederländischer Unternehmer, Autor und „SAT.1-Spar-Detektiv“Daniel Engelbarts (* 1973)
- Engelberg, Achim (* 1965), deutscher Autor

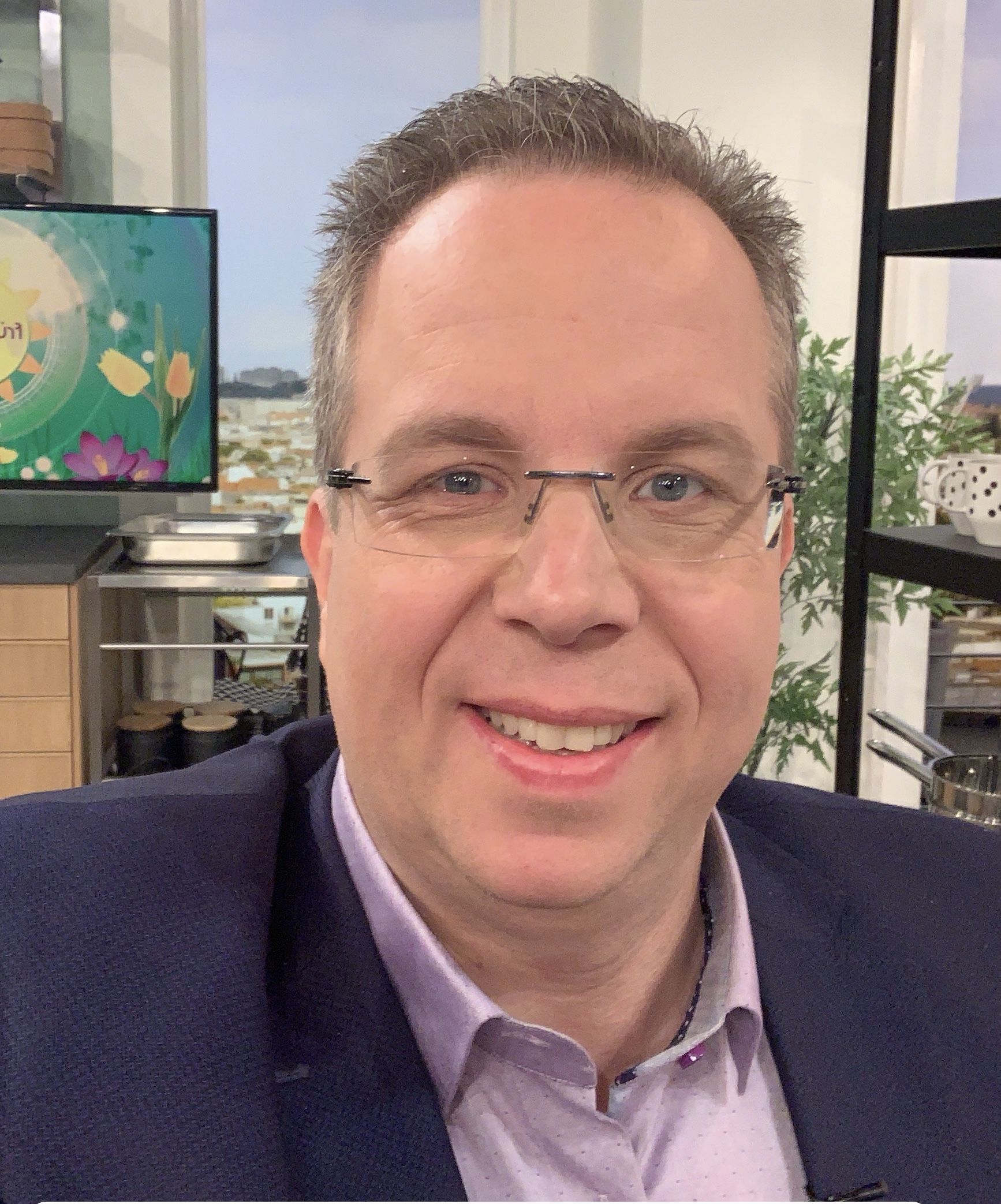
Daniel Engelbarts (* 1973)

- Engelberg, Alexander von (1894–1960), deutscher Unternehmer
- Engelberg, Burkhart (1447–1512), Steinmetz und Baumeister
- Engelberg, Edward (1929–2016), US-amerikanischer Literaturwissenschaftler
- Engelberg, Ernst (1909–2010), deutscher marxistischer Historiker und Professor an der Universität Leipzig
- Engelberg, Evaristo Conrado (1853–1932), brasilianisch-deutscher Erfinder
- Engelberg, Isak (* 1889), polnischer Kaufmann und NS-Opfer
- Engelberg, Joseph (1928–2016), US-amerikanischer Biophysiker und Physiologe
- Engelberg, Martin (* 1960), österreichischer Psychoanalytiker, Unternehmensberater und Politiker (ÖVP)
- Engelberg, Waltraut (1929–2023), deutsche Germanistin
- Engelberg, Wilhelm (1862–1927), deutscher Druckereibesitzer und Verleger
- Engelberga, Kaiserin als Ehefrau des Kaisers Ludwig II.
- Engelberger, Eduard (* 1940), Schweizer Unternehmer und Politiker
- Engelberger, Ignaz (1750–1812), breisgauischer Landsyndikus, badischer Hofrat
- Engelberger, Joseph (1925–2015), US-amerikanischer Ingenieur
- Engelberger, Leonhard (1513–1555), deutscher evangelischer Theologe der Reformationszeit
- Engelberger, Lukas (* 1975), Schweizer Politiker
- Engelbert († 1141), Herzog von Kärnten, Markgraf von Verona
- Engelbert († 1198), Abt des Benediktinerklosters Liesborn (1190–1198)
- Engelbert, Zisterzienserabt
- Engelbert (* 1936), britischer PopsängerEngelbert (* 1936)
- Engelbert I., Graf von Brienne

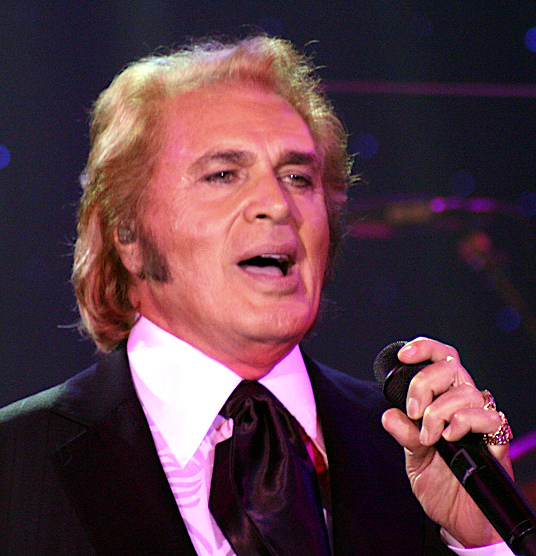
Engelbert (* 1936)

- Engelbert I. († 1096), Markgraf von Istrien, Graf von Spanheim und im Kraichgau, Graf im Pustertal und Lavanttal
- Engelbert I., Graf von Görz, Pfalzgraf von Bayern
- Engelbert I. († 1189), Regent der Grafschaft Berg
- Engelbert I., Graf von Ziegenhain und Nidda zu Nidda
- Engelbert I. (1370–1442), Graf von Nassau-Dillenburg
- Engelbert I. von der Mark († 1277), Graf von der Mark
- Engelbert I. von Isenberg († 1250), Bischof von Osnabrück
- Engelbert I. von Köln († 1225), Erzbischof von KölnEngelbert I. von Köln († 1225)
- Engelbert II., Graf von Brienne

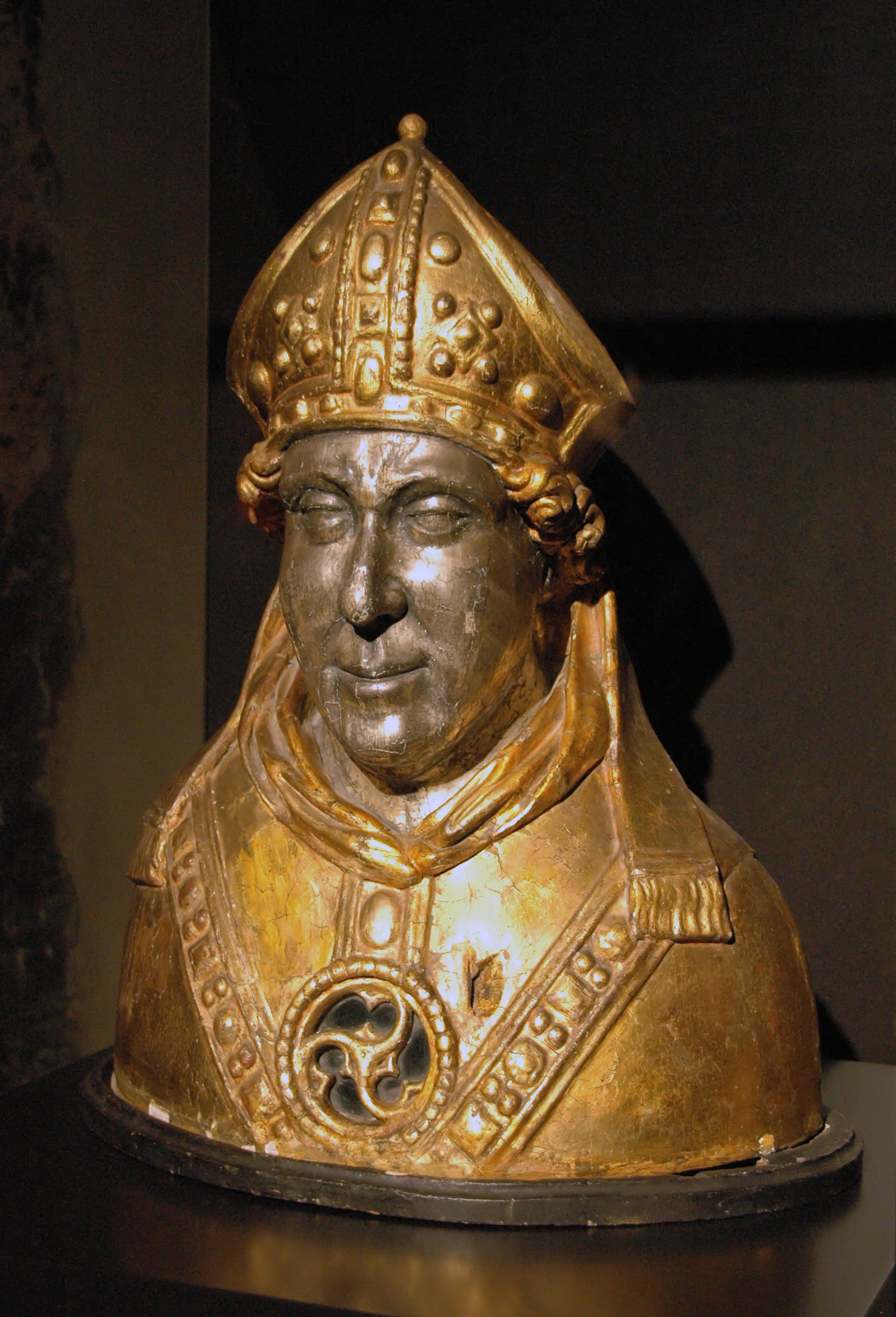
Engelbert I. von Köln († 1225)

- Engelbert II., Markgraf von Istrien, Graf von Görz, und Vogt von Kirche von Aquileia, Kloster S. Maria in Aquileia und Benediktinerabtei Millstatt
- Engelbert II. (1451–1504), Graf von Nassau-Breda
- Engelbert II. von der Mark († 1328), Graf von der Mark und Aremberg
- Engelbert II. von Falkenburg († 1274), Erzbischof von Köln
- Engelbert III., Graf von Brienne
- Engelbert III. († 1401), regierender Graf von Ziegenhain und Nidda
- Engelbert III. († 1173), Markgraf von Istrien und Tuscien sowie Graf von Kraiburg und Marquartstein
- Engelbert III. († 1220), Graf von Görz und Vogt von Aquileja
- Engelbert III. von der Mark (1304–1368), deutscher römisch-katholischer Geistlicher; Erzbischof von Köln (1364–1368)
- Engelbert III. von der Mark († 1391), Graf von Mark (1346–1391)
- Engelbert IV. († 1040), Graf im Norital und im Pustertal, Domvogt von Salzburg und Vogt von Brixen
- Engelbert von Admont († 1331), Abt des Stiftes Admont
- Engelbert von Attel und Reichenhall († 1161), Graf von Hall und Wasserburg sowie Graf von Attel und Lindburg
- Engelbert von Brabant († 1199), Bischof von Olmütz
- Engelbert von Brilon, Bürgermeister in Brilon
- Engelbert von Deckenbrock († 1298), Ritter, Burgmann zu Ahaus, Droste des Domkapitels, Schöffe (historisch) der Stadt Münster, Kämmerer des Kanonissenstifts mit der Überwasserkirche in Münster und Gutsbesitzer
- Engelbert von Dolen († 1347), Bischof von Dorpat, Erzbischof von Riga
- Engelbert von Kleve (1462–1506), Graf von Nevers und Eu
- Engelbert von Tecklenburg († 1301), Dompropst in Münster (1296–1301)
- Engelbert, Arthur (* 1951), deutscher Medienwissenschaftler
- Engelbert, Heinz (* 1922), deutscher Jurist
- Engelbert, Hermann (1830–1900), israelitischer Religionslehrer und Rabbiner (Deutschland, Schweiz)
- Engelbert, Jörg Thomas (* 1961), deutscher Forscher zu Sprachen und Kulturen Südostasiens
- Engelbert, Kurt (1886–1967), deutscher katholischer Kirchenhistoriker
- Engelbert, Manfred (* 1942), deutscher Romanist
- Engelbert, Moses (1830–1891), deutscher Rabbiner
- Engelbert, Pius (1936–2024), deutscher Ordensgeistlicher, Benediktiner, Kirchenhistoriker
- Engelbert, Richard (1820–1910), deutscher evangelischer Theologe
- Engelbert, Sally Fritz (1886–1958), deutscher Politiker (FDP), MdA
- Engelberth, Volker (* 1982), deutscher Jazzpianist und Komponist
- Engelberts, Willem Jodocus Mattheus (1809–1887), niederländischer Genremaler, Radierer und Kunsthändler
- Engelberty, Pia (* 1990), deutsche Voltigiererin
- Engelbracht, Gerda (* 1955), deutsche Kulturwissenschaftlerin, Autorin und Kuratorin
- Engelbrecht, Arildis (1903–1943), deutsche römisch-katholische Ordensfrau, Missionarin und Märtyrin
- Engelbrecht, Arnold (1582–1638), Jurist und Kanzler in Braunschweig und Wolfenbüttel
- Engelbrecht, August (1807–1887), österreichischer Architekt des Historismus
- Engelbrecht, August (1861–1925), österreichischer Klassischer Philologe
- Engelbrecht, Benny (* 1970), dänischer Politiker der Socialdemokraterne
- Engelbrecht, Christian Wilhelm Johann (1612–1675), deutscher Jurist und Landrentmeister
- Engelbrecht, Christoph Johann Conrad (1690–1724), deutscher Jurist und Hochschullehrer
- Engelbrecht, Christopher (* 1985), südafrikanischer Eishockeyspieler
- Engelbrecht, Claus (1861–1935), deutscher Bootsbauer
- Engelbrecht, Constanze (1950–2000), deutsche Schauspielerin und Synchronsprecherin
- Engelbrecht, Daniel (* 1990), deutscher Fußballspieler
- Engelbrecht, Dennis (* 1975), deutscher American-Football-Spieler
- Engelbrecht, Erwin (1891–1964), deutscher General der Artillerie im Zweiten WeltkriegErwin Engelbrecht (1891–1964)

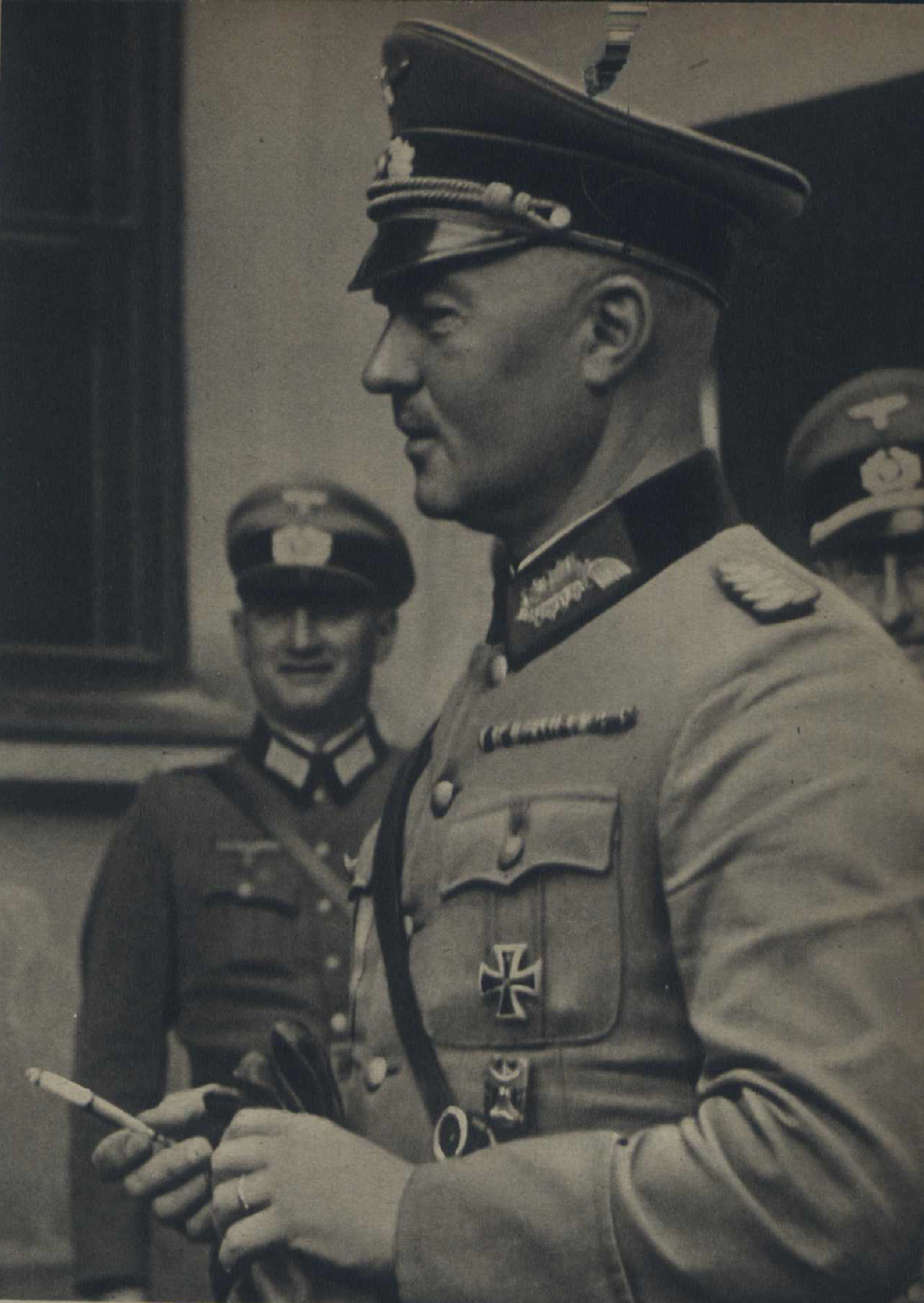
Erwin Engelbrecht (1891–1964)

- Engelbrecht, Georg (1626–1693), deutscher Jurist, Richter am Obertribunal Wismar
- Engelbrecht, Georg der Ältere (1638–1705), deutscher Jurist
- Engelbrecht, Georg der Jüngere (1680–1735), deutscher Jurist
- Engelbrecht, Hans (1599–1642), Tuchmachergeselle, Prediger und Mystiker
- Engelbrecht, Hans (1854–1933), preußischer Offizier, zuletzt Generalmajor
- Engelbrecht, Heinrich Gottfried (1745–1806), preußischer Oberst
- Engelbrecht, Helene (1849–1927), deutsche Wohltäterin, Frauenrechtlerin und Gründerin mehrerer Wohlfahrtseinrichtungen
- Engelbrecht, Helmut (1924–2014), österreichischer Pädagoge und Bildungshistoriker
- Engelbrecht, Hermann Heinrich von (1709–1760), deutscher Jurist
- Engelbrecht, Hertha (1922–2012), deutsche Verwaltungsjuristin
- Engelbrecht, Jaco (* 1987), südafrikanischer Kugelstoßer
- Engelbrecht, Jesse (* 1983), südafrikanisch-simbabwischer Squashspieler
- Engelbrecht, Johann Brandanus (1717–1765), deutscher Jurist und Hochschullehrer
- Engelbrecht, Johann Wilhelm (1674–1729), deutscher Jurist und Hochschullehrer
- Engelbrecht, Jörg (1952–2012), deutscher Historiker
- Engelbrecht, Jørgen (* 1946), dänischer Ruderer
- Engelbrecht, Juliane (1835–1853), katholische Jungfrau und Dulderin
- Engelbrecht, Julie (* 1984), französisch-deutsche Schauspielerin
- Engelbrecht, Karl (1858–1902), deutscher Kunstverglaser
- Engelbrecht, Karl von (1846–1917), preußischer Generalleutnant und Militärattaché
- Engelbrecht, Kim (* 1980), südafrikanische Schauspielerin
- Engelbrecht, Lars (* 1978), deutscher Kinderbuchautor, Illustrator und Musiker
- Engelbrecht, Louis (1857–1934), deutscher Rechtsanwalt, Dramatiker und Lyriker
- Engelbrecht, Ludwig Philipp von (1758–1818), preußischer Ingenieur-Offizier, zuletzt Oberst und Kommandant der 1. Infanteriebrigade
- Engelbrecht, Martin (1684–1756), deutscher Kupferstecher des Barock
- Engelbrecht, Max (* 1875), deutscher Verwaltungsjurist und Regierungspräsident in Liegnitz
- Engelbrecht, Nadja (* 1961), deutsche Schauspielerin und Keramikkünstlerin
- Engelbrecht, Otto (1896–1970), deutscher Politiker (NSDAP), MdR
- Engelbrecht, Paul (1849–1909), preußischer Offizier, zuletzt Generalleutnant
- Engelbrecht, Peter († 1598), deutscher Bergmann und Klosterverwalter
- Engelbrecht, Peter († 1491), Bischof von Wiener Neustadt (1477–1491)
- Engelbrecht, Peter († 1618), Jurist und Chronist, Ratssekretär in Lübeck, Syndicus in Nordhausen und Braunschweig
- Engelbrecht, Peter (* 1959), deutscher Journalist und Historiker
- Engelbrecht, Philipp († 1528), deutscher Humanist und Dichter
- Engelbrecht, Rolf (1904–1966), deutscher Oberbürgermeister der Stadt Weinheim
- Engelbrecht, Sebastian (* 1968), deutscher Journalist und Theologe
- Engelbrecht, Sigrid (* 1954), deutsche Sachbuchautorin, Malerin, Designerin und Kommunalpolitikerin
- Engelbrecht, Sybrand (* 1988), englischer Cricketspieler
- Engelbrecht, Theodor (1813–1892), deutscher Pomologe
- Engelbrecht, Thies Hinrich (1853–1934), deutscher Agrargeograph und Landwirt
- Engelbrecht, Viola (* 1959), deutsche Jazzmusikerin, Komponistin und Chorleiterin
- Engelbrecht, Willy (* 1962), südafrikanischer Radrennfahrer
- Engelbrecht-Greve, Ernst (1916–1990), deutscher Politiker (CDU), MdL, MdB, MdEP
- Engelbrechten, Georg Bernhard von (1658–1730), schwedischer Jurist, Kanzler für die Herzogtümer Bremen-Verden
- Engelbrechten, George von (1855–1935), preußischer General der infanterie
- Engelbrechten, Hermann von (1765–1818), Generalleutnant in schwedischen und preußischen Diensten
- Engelbrechten, Johann Gustav Friedrich von (1733–1806), deutscher Richter am Wismarer Tribunal, Kanzler von Schwedisch-Pommern
- Engelbrechten, Julius-Karl von (1900–1971), deutscher Schriftsteller und Mitglied der SA
- Engelbrechten, Louis von (1818–1893), hannoverisch-preußischer Polizei- und Verwaltungsjurist
- Engelbrechten, Maximilian von (1851–1911), preußischer Generalleutnant
- Engelbrechten, Sophie von (1874–1969), deutsche Mäzenin im Sozialbereich und Frauenrechtlerin in Bremen
- Engelbrechtsen, Cornelis (1468–1533), niederländischer Maler
- Engelbreit, Wilhelm (1924–1986), deutscher Jurist und Politiker (CDU)
- Engelbrekt Engelbrektsson († 1436), schwedischer FreiheitskämpferEngelbrekt Engelbrektsson († 1436)

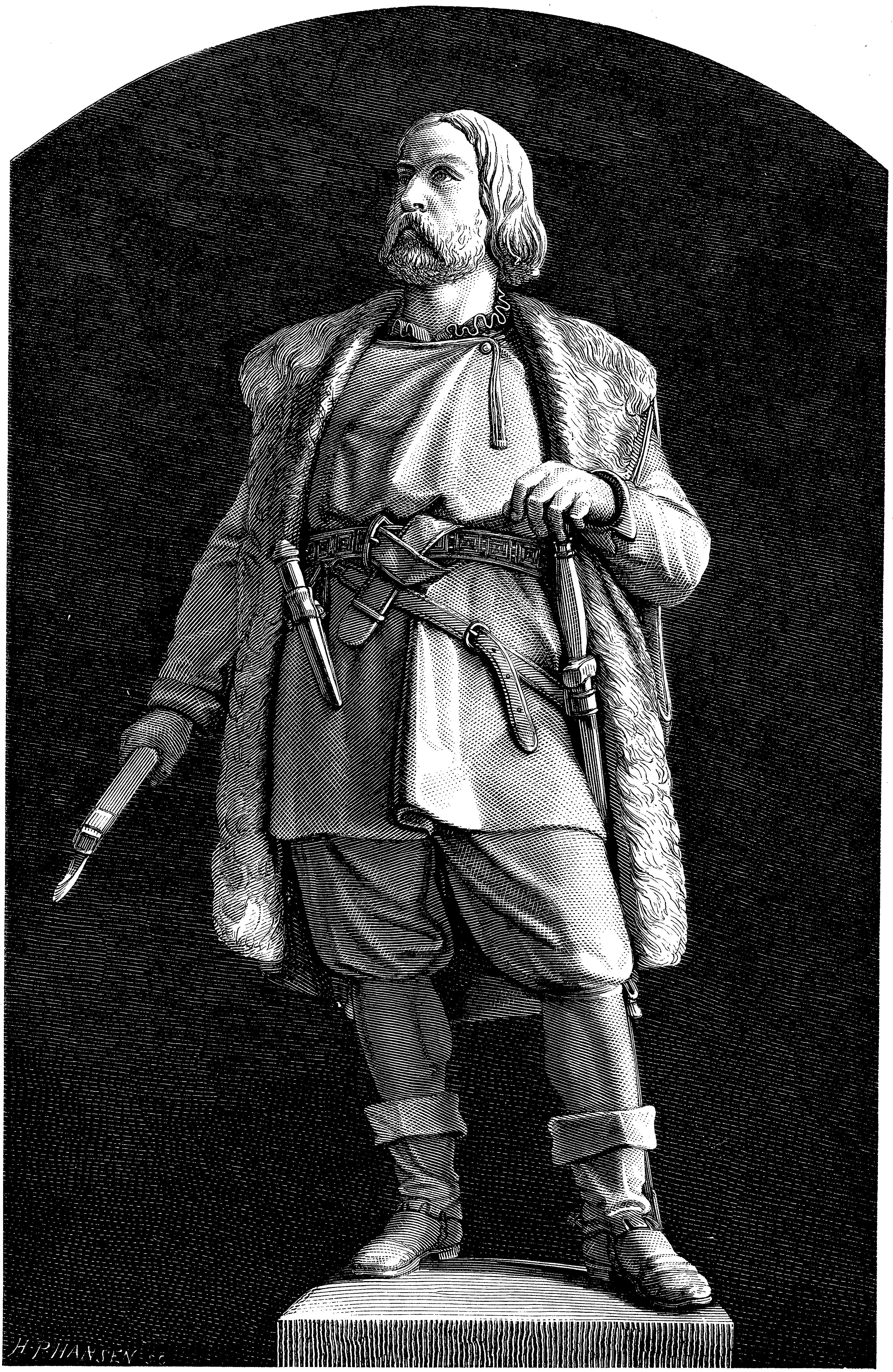
Engelbrekt Engelbrektsson († 1436)

- Engelbreth, Noah (* 2005), deutscher Fußballspieler
- Engelbretsdatter, Dorothe (1634–1716), norwegische Schriftstellerin

#### Engeld
- Engeldinger, Irmtraud (* 1949), deutsche Politikerin (SPD), MdL

#### Engele
- Engelen, Bernhard (1937–2016), deutscher Germanist und Hochschullehrer
- Engelen, Carl Friedrich (1859–1936), deutscher Jurist und Politiker (Zentrum), MdR
- Engelen, Clara (1879–1956), niederländische Kunsthistorikerin und Museumsdirektorin
- Engelen, Ernest (1909–1998), belgischer Generalleutnant
- Engelen, Eva-Maria (* 1963), deutsche Philosophin und Hochschullehrerin
- Engelen, Heinrich († 1523), deutscher Prämonstratenser, Prior in Niederehe sowie Stiftspropst in St. Gerlach
- Engelen, Jens (* 1991), belgischer Eishockeyspieler
- Engelen, Julie (1805–1898), Ehefrau des Zentrumspolitikers Ludwig Windthorst
- Engelen, Klaus C. (* 1936), deutscher Wirtschaftsjournalist
- Engelen, Marijke (* 1961), niederländische Synchronschwimmerin
- Engelen, Paul (1949–2024), britischer Maskenbildner
- Engelen-Kefer, Ursula (* 1943), stellvertretende Vorsitzende des DGBUrsula Engelen-Kefer (* 1943)

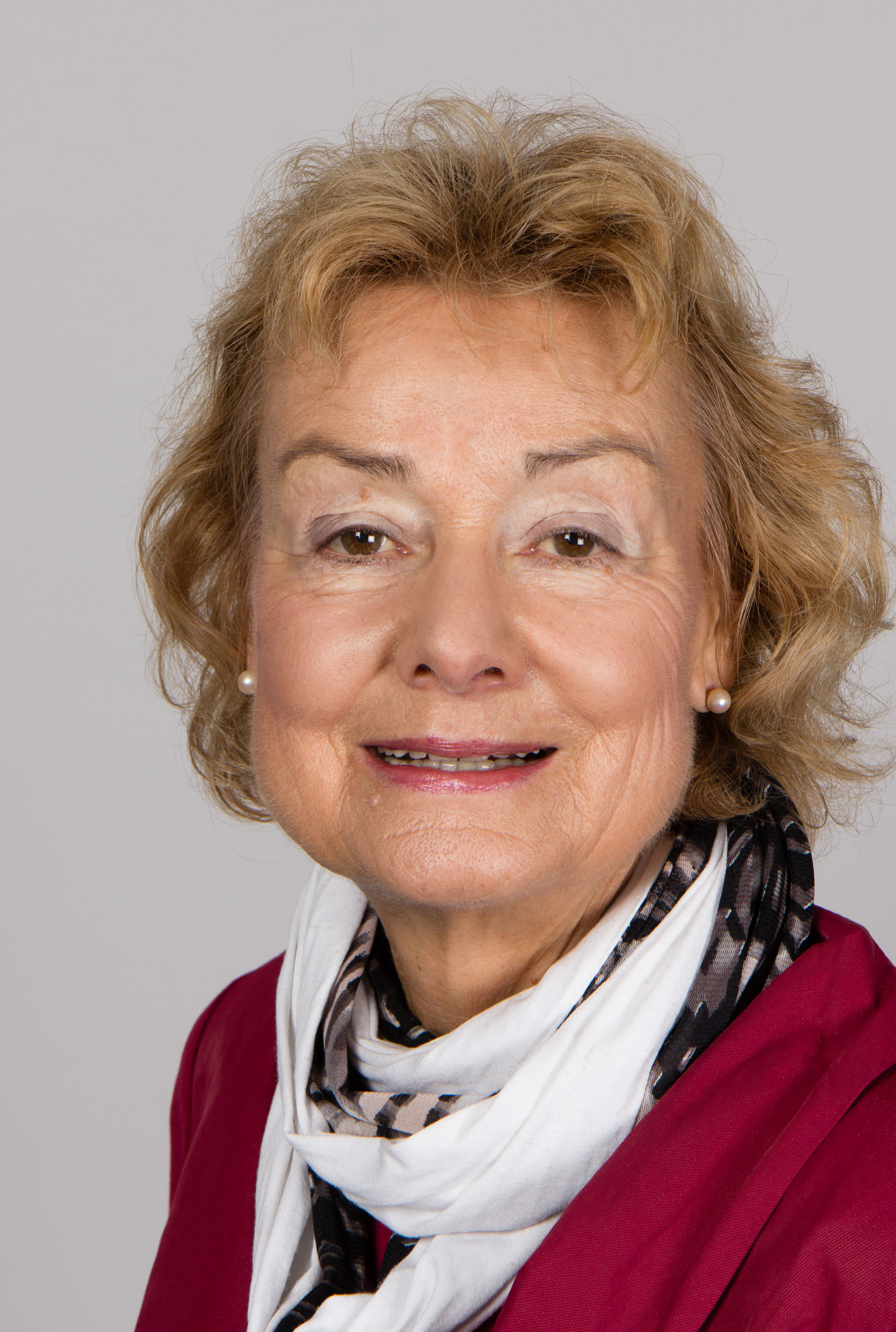
Ursula Engelen-Kefer (* 1943)

- Engeler, Anna (* 1985), Schweizer Politikerin (Grüne)
- Engeler, Emil (1910–1993), Schweizer Art-Brut-Künstler
- Engeler, Erwin (* 1930), Schweizer Mathematiker
- Engeler, Martin (* 1982), Schweizer Handballspieler
- Engeler, Sigrid (* 1950), deutsche Übersetzerin
- Engeler, Urs (* 1962), Schweizer Verleger
- Engeler, Urs Paul (* 1950), Schweizer Journalist

#### Engelh
- Engelhard († 1242), Bischof von Naumburg (1206–1242)
- Engelhard von Dolling († 1261), Fürstbischof von Eichstätt
- Engelhard von Langheim († 1210), deutscher mittellateinischer Kirchenschriftsteller, Zisterziensermönch und Prior von Kloster Langheim
- Engelhard von Magdeburg († 1063), Erzbischof von Magdeburg (1051–1063)
- Engelhard von Murach († 1436), Abt von Reichenbach
- Engelhard, Alexander (* 1972), deutscher Politiker (CSU), MdB
- Engelhard, Alfred (1867–1941), deutscher Architekt
- Engelhard, Anton (1872–1936), deutscher Landschafts- und Tiermaler
- Engelhard, Barbara (* 1974), deutsche Künstlerin
- Engelhard, Brigitte (* 1949), österreichische Pianistin, Cembalistin und Hochschullehrerin
- Engelhard, Carl (1770–1841), deutscher Kaufmann und Politiker
- Engelhard, Charles (1867–1950), US-amerikanischer Industrieller
- Engelhard, Charles W. Jr. (1917–1971), US-amerikanischer Industrieller
- Engelhard, Daniel (1788–1856), deutscher Architekt und hessischer Baubeamter
- Engelhard, Doris (* 1949), bayerische Braumeisterin und OrdensschwesterDoris Engelhard (* 1949)

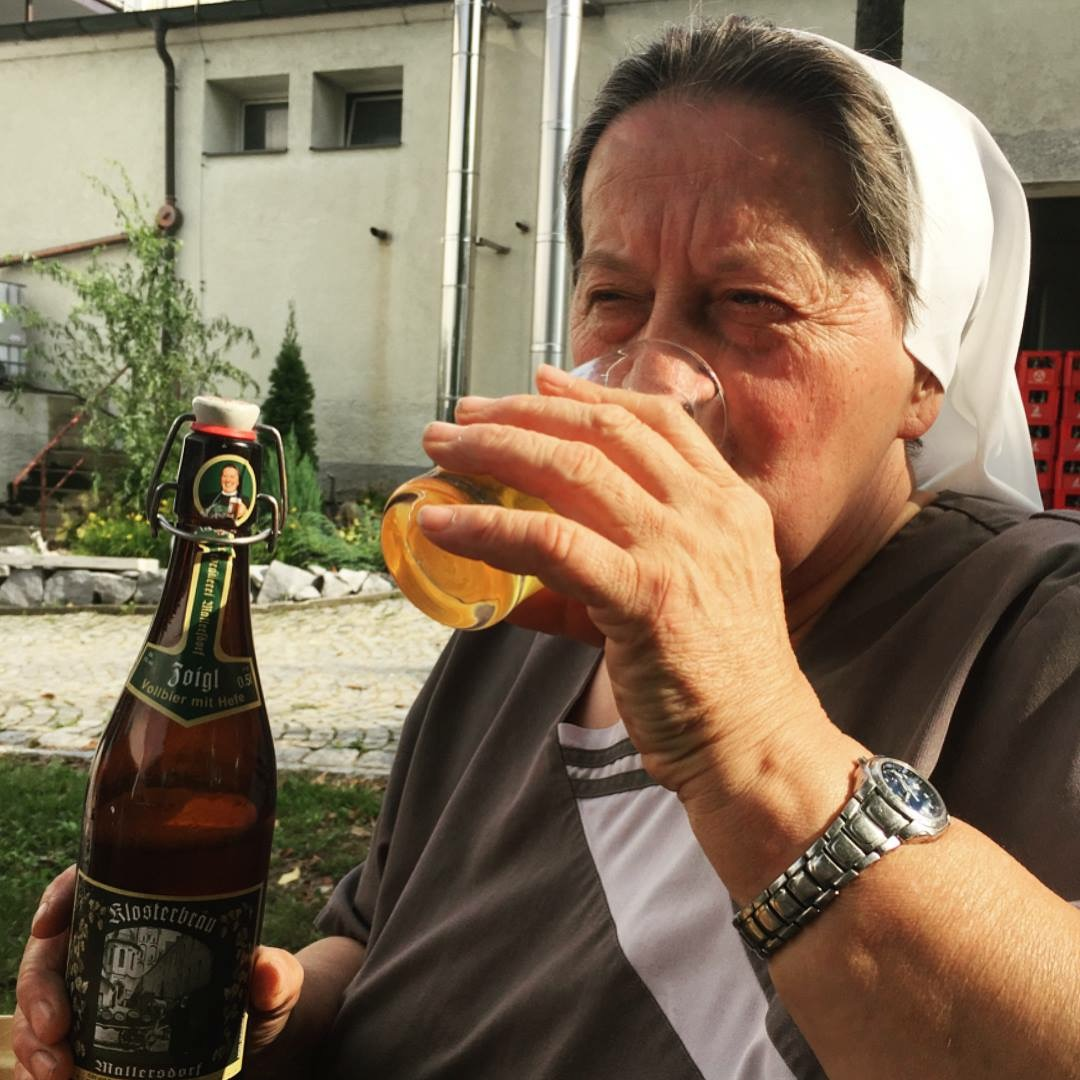
Doris Engelhard (* 1949)

- Engelhard, Edgar (1917–1979), deutscher Politiker (FDP), MdHB, Senator
- Engelhard, Egenolf (1903–1995), deutscher Unternehmer
- Engelhard, Emil (1829–1885), preußischer Generalmajor und Kommandeur der 8. Infanterie-Brigade
- Engelhard, Emil (1854–1920), deutscher Unternehmer und Politiker (DDP)
- Engelhard, Ernst (1908–1984), deutscher Physiker
- Engelhard, Friedrich Wilhelm Norbert (1754–1835), deutscher Femerichter
- Engelhard, Georg (* 1889), deutscher Landrat
- Engelhard, Georg Heinrich (1798–1875), Politiker Freie Stadt Frankfurt
- Engelhard, Gottlob (1812–1876), deutscher Architekt und Baubeamter
- Engelhard, Günter (1937–2021), deutscher Feuilletonjournalist und Publizist
- Engelhard, Hans (1925–2019), deutscher Internist und ärztlicher Standespolitiker
- Engelhard, Hans A. (1934–2008), deutscher Politiker (FDP), MdB, BundesjustizministerHans A. Engelhard (1934–2008)

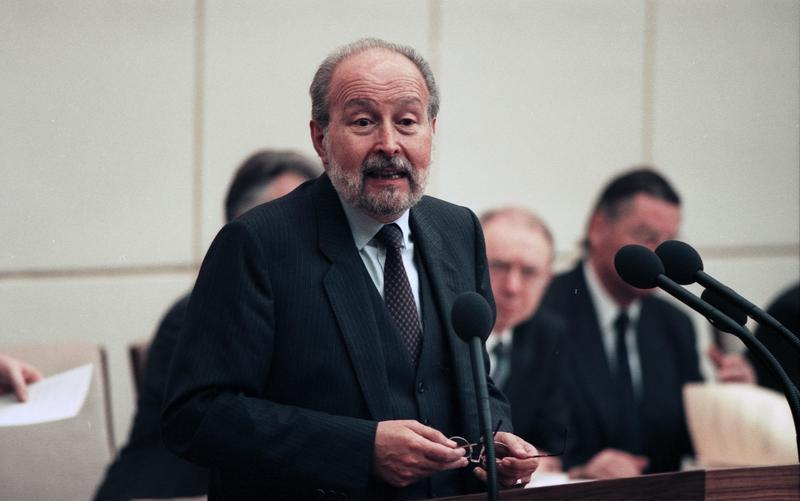
Hans A. Engelhard (1934–2008)

- Engelhard, Heinrich († 1551), Schweizer Jurist und reformierter Geistlicher
- Engelhard, Herbert (1882–1945), deutscher Rechtswissenschaftler und Hochschullehrer
- Engelhard, Hermann (1864–1897), deutscher Landrat
- Engelhard, Hermann (1903–1984), deutscher Leichtathlet
- Engelhard, Johann (* 1950), deutscher Wirtschaftswissenschaftler
- Engelhard, Johann Anton (1821–1870), Schweizer Jurist, Politiker und Offizier
- Engelhard, Johann Friedrich Ludwig (1783–1862), Schweizer Politiker und Arzt
- Engelhard, Johann Georg (1747–1827), Präsident der Ständeversammlung des Großherzogtums Frankfurt
- Engelhard, Johann Philipp (1753–1818), deutscher Jurist
- Engelhard, Julius (* 1899), deutscher Zeuge Jehovas und ein Opfer der NS-Kriegsjustiz
- Engelhard, Julius Christoph Georg (1795–1860), Landtagsabgeordneter Waldeck
- Engelhard, Julius Ussy (1883–1964), deutscher Maler, Gebrauchsgraphiker und Illustrator
- Engelhard, Karl (1926–2021), deutscher Geograph, Didaktiker und Hochschullehrer
- Engelhard, Karoline (1781–1855), deutsche Schriftstellerin
- Engelhard, Max (1877–1940), deutscher Sportfunktionär und Unternehmer
- Engelhard, Michael (1936–2016), deutscher Diplomat, Redenschreiber und Übersetzer
- Engelhard, Norbert (* 1790), preußischer Kreissekretär und auftragsweise Landrat des Kreises Geldern (1848–1849)
- Engelhard, Paul (1868–1911), deutscher FlugpionierPaul Engelhard (1868–1911)

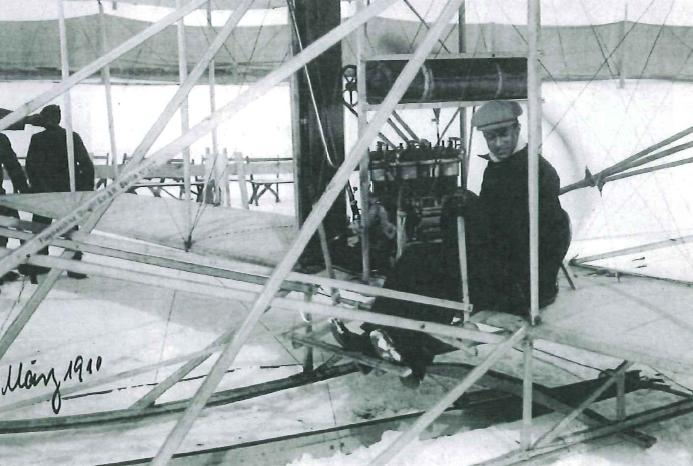
Paul Engelhard (1868–1911)

- Engelhard, Paul Otto (1872–1924), deutscher Graphiker
- Engelhard, Philippine (1756–1831), deutsche Dichterin
- Engelhard, Regnerus (1717–1777), hessischer Beamter, Jurist und Topograph
- Engelhard, Roland (1868–1951), deutscher Bildhauer
- Engelhard, Rudolf (* 1950), deutscher Politiker (CSU), MdL
- Engelhard, Ruth (1909–1975), deutsche Leichtathletin
- Engelhard, Wilhelm (1803–1867), Landtagsabgeordneter Waldeck
- Engelhard, Wilhelm (1813–1902), deutscher Bildhauer
- Engelhard, Wilhelm (1896–1992), deutscher Journalist, Verleger, Unternehmer
- Engelhard, Wilhelm Gotthelf (1785–1848), deutscher Jurist
- Engelhard, Wilhelm Heinrich Maria (1862–1917), Landrat des Kreises Wiedenbrück (1899–1907)
- Engelhard, Wolfgang (* 1956), deutscher Jurist und Richter am Bundessozialgericht
- Engelhardt Møller, Marcus (* 2006), dänischer Basketballspieler
- Engelhardt, Alexander (* 1996), deutscher Handballspieler
- Engelhardt, Alexander Baron (1885–1960), deutscher Medizinhistoriker
- Engelhardt, Alexander Nikolajewitsch (1832–1893), russischer Agrochemiker
- Engelhardt, Alexandra (* 1982), deutsche Ringerin
- Engelhardt, Alfred (1888–1972), deutscher Chemiker und Kommunalpolitiker (CDU)
- Engelhardt, Alwin (1875–1940), deutscher Scharfrichter
- Engelhardt, Andreas (* 1960), deutscher Unternehmer und Politiker (CDU), Manager
- Engelhardt, Anna Nikolajewna (1838–1903), russische Publizistin, Übersetzerin und Frauenrechtlerin
- Engelhardt, August (1875–1919), deutscher SektengründerAugust Engelhardt (1875–1919)

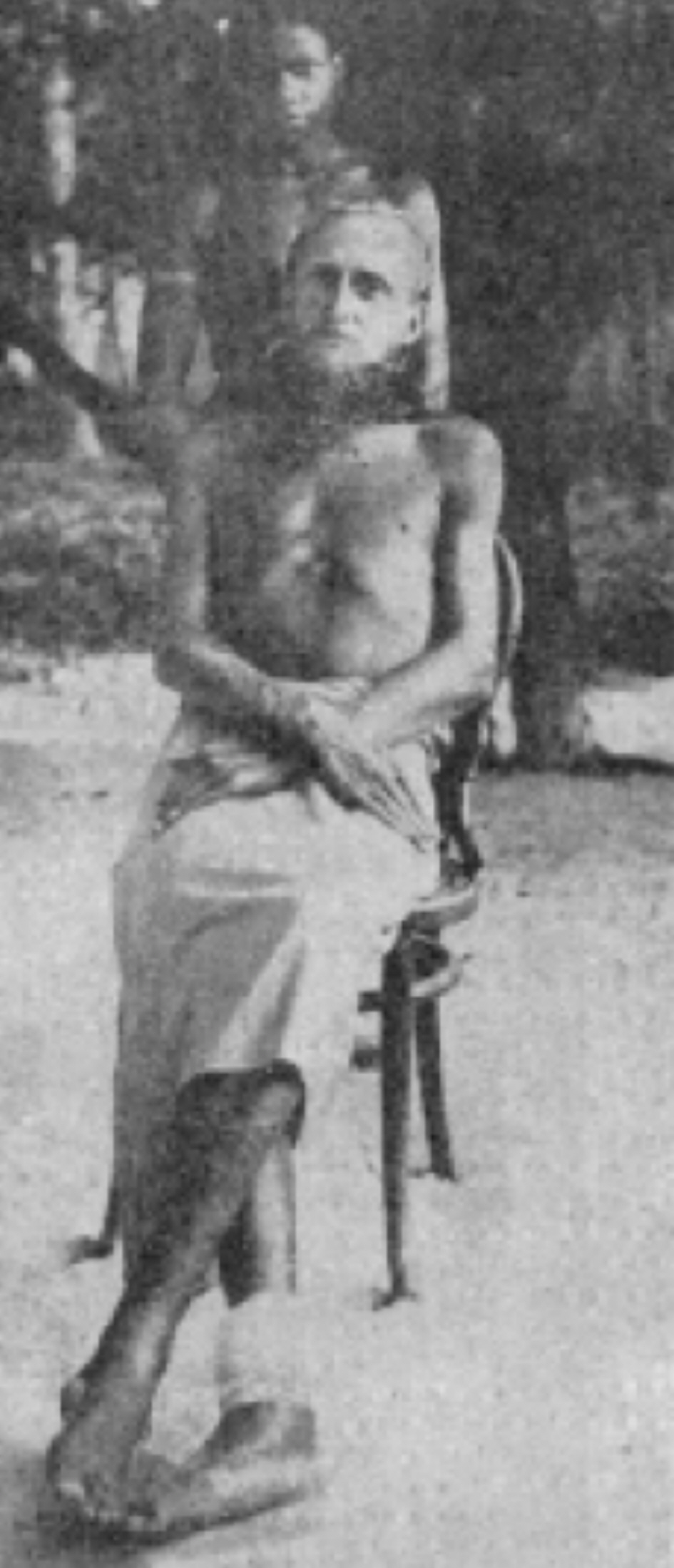
August Engelhardt (1875–1919)

- Engelhardt, Basil von (1828–1915), russischer Astronom
- Engelhardt, Bettina (* 1971), deutsche Schauspielerin
- Engelhardt, Brett (* 1980), US-amerikanischer Eishockeyspieler
- Engelhardt, Britta (* 1962), deutsche Biologin und Immunologin
- Engelhardt, Christian (* 1972), deutscher Politiker (CDU)
- Engelhardt, Christoph (* 1965), deutscher Physiker, Analyst und Sozialunternehmer
- Engelhardt, Conrad (1898–1973), deutscher Marineoffizier, zuletzt Konteradmiral im Zweiten Weltkrieg
- Engelhardt, Dieter (* 1926), deutscher Marathonläufer
- Engelhardt, Dieter (1938–2018), deutscher Fußballspieler
- Engelhardt, Dietrich von (1941–2025), deutscher Historiker
- Engelhardt, Edeltraud (1917–1999), deutsche Scherenschnittkünstlerin und Regisseurin
- Engelhardt, Eduard (1803–1871), deutscher Theaterschauspieler -regisseur, -leiter und -intendant
- Engelhardt, Elisabeth (1925–1978), deutsche Schriftstellerin, Malerin und Dekorationsnäherin
- Engelhardt, Emil (1887–1961), deutscher Pfarrer, Philosoph und Schriftsteller
- Engelhardt, Erik (* 1998), deutscher Fußballspieler
- Engelhardt, Ernst Julius (1836–1889), deutscher Schauspieler
- Engelhardt, Felix (* 2000), deutscher RadrennfahrerFelix Engelhardt (* 2000)

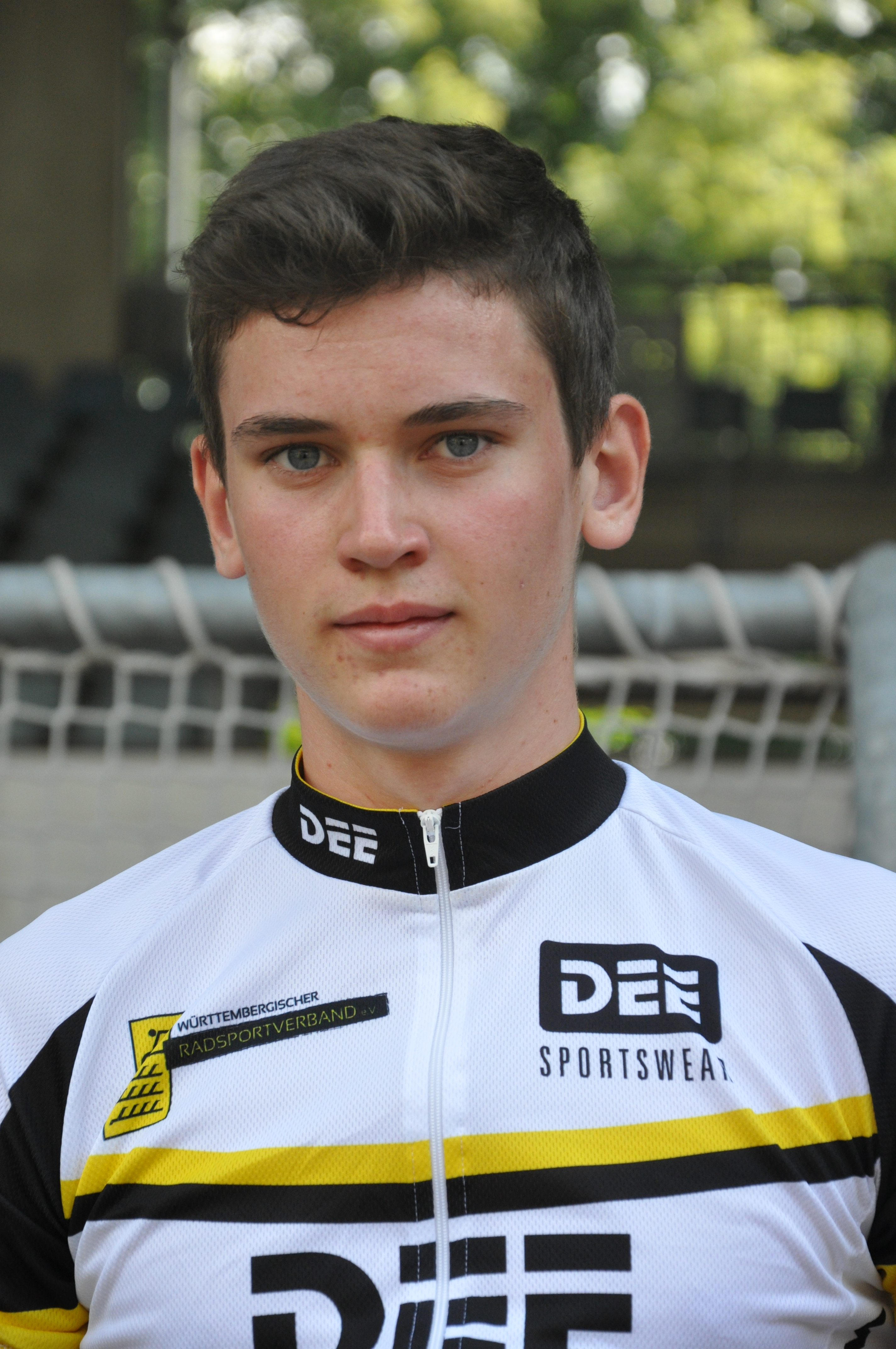
Felix Engelhardt (* 2000)

- Engelhardt, Florian (* 2003), deutscher Fußballspieler
- Engelhardt, Frank (1946–2024), deutscher Schauspieler, Moderator, Regisseur, Synchron-, Hörspiel- und Hörbuchsprecher
- Engelhardt, Franz (1879–1944), deutscher Politiker der SPD und der USPD
- Engelhardt, Friedrich (1913–1994), deutscher Chemiker und Mitherausgeber der Kölbel-Engelhardt-Synthese
- Engelhardt, Friedrich Bernhard (1768–1854), preußischer Kartograph
- Engelhardt, Fritz, deutscher Autorennfahrer
- Engelhardt, Georg (1603–1655), deutscher Jurist und Gesandter bei den Westfälischen Friedensverhandlungen
- Engelhardt, Georg (1823–1883), deutscher Landschaftsmaler
- Engelhardt, Georg (1901–1971), deutscher Theologe
- Engelhardt, Georg Hermann (1855–1934), deutscher Landschaftsmaler
- Engelhardt, Georg von (1775–1862), deutschbaltisch-russischer Pädagoge und Staatsmann
- Engelhardt, Gisela (* 1936), deutsche Theaterschauspielerin, Hörspielsprecherin und Autorin
- Engelhardt, Günter (1934–2010), deutscher Politiker (SPD), MdL
- Engelhardt, Gustav Friedrich von (1732–1798), estländischer Landespolitiker
- Engelhardt, Hans, deutscher Jurist, Richter am Bundespatentgericht
- Engelhardt, Hans (1892–1968), deutscher Landwirt und Politiker (CSU), MdL Bayern
- Engelhardt, Heike (* 1961), deutsche Politikerin (SPD)
- Engelhardt, Heinrich (1922–2003), deutscher Politiker (CDU), MdL
- Engelhardt, Heinz (1930–2012), deutscher Politiker (SPD), MdL
- Engelhardt, Heinz (* 1936), deutscher Chemiker
- Engelhardt, Heinz (* 1944), deutscher Generalmajor im Ministerium für Staatssicherheit (MfS) der DDR
- Engelhardt, Hellmuth Otto (* 1909), deutscher Lyriker
- Engelhardt, Helvig Conrad (1825–1881), dänischer Archäologe
- Engelhardt, Hermann (1839–1918), deutscher Lehrer und Paläobotaniker
- Engelhardt, Hermann von (1853–1914), deutscher Genremaler
- Engelhardt, Horst (1951–2014), deutscher Bildhauer
- Engelhardt, Ingeborg (1904–1990), deutsche Jugendbuchautorin
- Engelhardt, Jasper (* 1994), deutscher Schauspieler
- Engelhardt, Johann Andreas (1804–1866), deutscher Orgelbauer
- Engelhardt, Jörg (* 1968), deutscher Handballspieler und -trainer
- Engelhardt, Josef (1872–1951), deutscher Landwirt und Politiker (Zentrum), MdL
- Engelhardt, Karl (1874–1942), deutscher Pfarrer und Heimatforscher im Kraichgau
- Engelhardt, Karl (1876–1955), deutscher Lehrer und Politiker (SPD)
- Engelhardt, Karl August (1768–1834), deutscher Pädagoge und Schriftsteller
- Engelhardt, Karl Theodor (1926–1988), deutscher Politiker (SPD), MdL
- Engelhardt, Klaus (* 1932), evangelischer Theologe
- Engelhardt, Konrad (1861–1917), deutscher Verwaltungsbeamter
- Engelhardt, Leopold († 1922), deutscher Unternehmer
- Engelhardt, Lothar (1939–2010), deutscher Offizier, Generalmajor und letzter Chef der NVA
- Engelhardt, Ludwig (1924–2001), deutscher Bildhauer
- Engelhardt, Manfred (* 1929), deutscher Journalist
- Engelhardt, Manfred (* 1951), deutscher Generalleutnant; Befehlshaber des Streitkräfteunterstützungskommandos
- Engelhardt, Manja von (1895–1977), deutsch-baltische Malerin, Bildhauerin und Medailleurin
- Engelhardt, Marcel (* 1993), deutscher Fußballtorhüter
- Engelhardt, Marco (* 1980), deutscher FußballspielerMarco Engelhardt (* 1980)

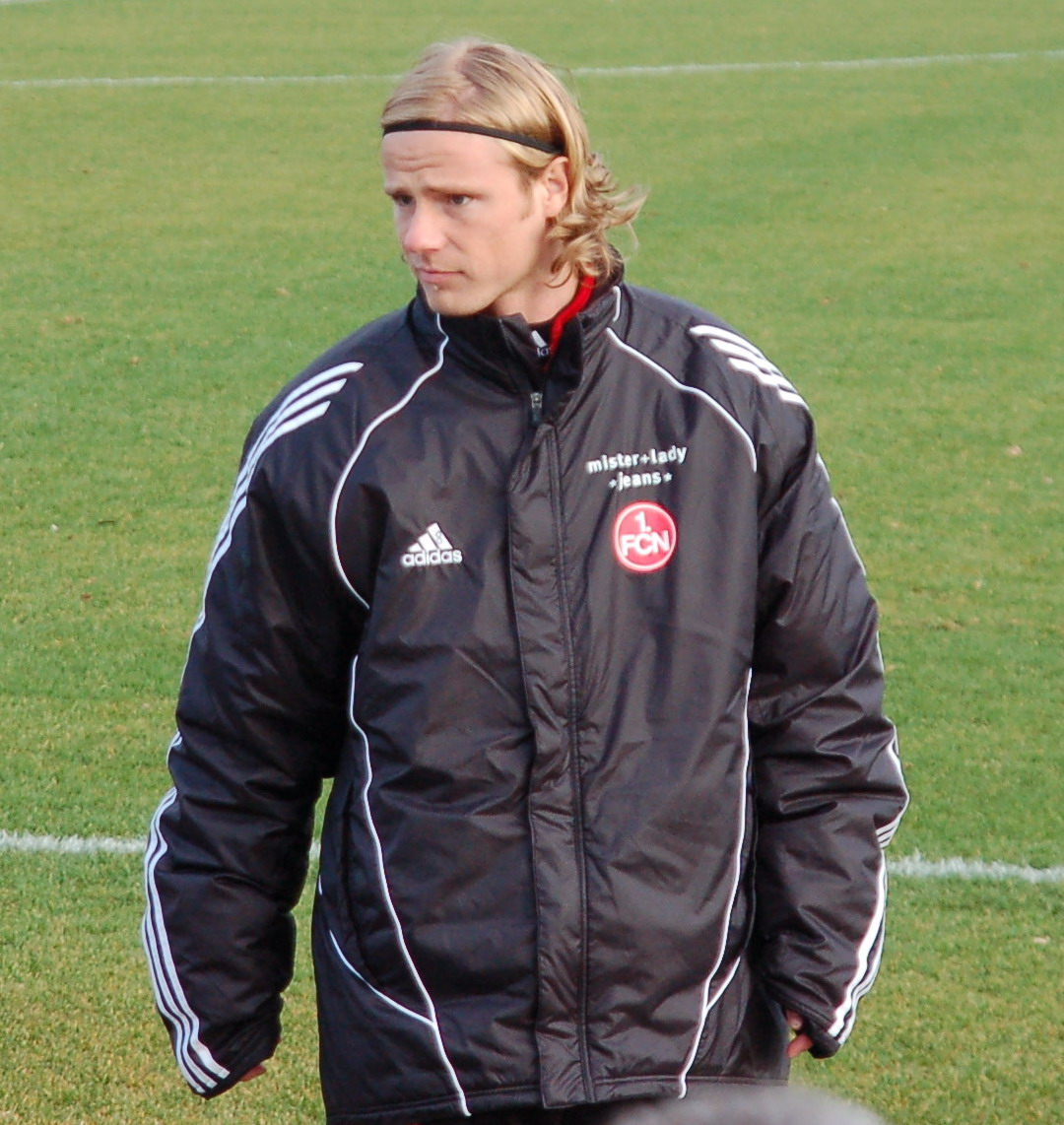
Marco Engelhardt (* 1980)

- Engelhardt, Markus (* 1956), deutscher Musikwissenschaftler
- Engelhardt, Martin (* 1960), deutscher Arzt und Sportfunktionär
- Engelhardt, Maurice (* 1983), deutscher e-Sportler
- Engelhardt, Max († 1941), deutscher Theaterschauspieler
- Engelhardt, Meret (* 1988), österreichische Schauspielerin
- Engelhardt, Michael, Hof- und Leibarzt, Mitglied der Fruchtbringenden Gesellschaft
- Engelhardt, Michael (* 1952), deutscher Maler
- Engelhardt, Michael von (1943–2023), deutscher Soziologe
- Engelhardt, Moritz von (1778–1842), deutscher Mineraloge
- Engelhardt, Olaf (* 1951), deutscher Regattasegler
- Engelhardt, Otto (1866–1936), deutsch-spanischer Ingenieur, Diplomat und Mäzen
- Engelhardt, Paulus (1921–2014), deutscher römisch-katholischer Philosoph
- Engelhardt, Pawel Wassiljewitsch (1798–1849), russischer Gutsbesitzer und Offizier
- Engelhardt, Peter (* 1982), deutscher Ringer
- Engelhardt, Philipp (1866–1951), deutscher Generalmajor
- Engelhardt, Robert von (1862–1936), deutsch-baltischer Landschaftsmaler
- Engelhardt, Rudolph († 1886), deutscher Opern- und Konzertsänger (Tenor)
- Engelhardt, Svenja (* 1988), deutsche Volleyballspielerin
- Engelhardt, Tatjana Wassiljewna (1769–1841), russische Hofdame und Mäzenin
- Engelhardt, Theobald (1851–1935), US-amerikanischer Architekt
- Engelhardt, Tom (* 1944), US-amerikanischer Blogger, Medienkritiker und Herausgeber
- Engelhardt, Ulrich (* 1940), deutscher Historiker und Hochschullehrer
- Engelhardt, Ute (* 1956), deutsche Sinologin und Fachautorin
- Engelhardt, Veit (1791–1855), deutscher protestantischer Theologe und Kirchenhistoriker
- Engelhardt, Victor Josef Karl (1866–1944), österreichisch-deutscher Chemiker (technische Elektrochemie)
- Engelhardt, Volker (1910–1983), deutscher Maler und Graphiker
- Engelhardt, Walter (1867–1943), deutscher Vizeadmiral der Kaiserlichen Marine
- Engelhardt, Walter (1939–2022), deutscher Politiker (SPD), MdL
- Engelhardt, Walter von (1864–1940), deutsch-baltischer Gartenarchitekt, erster Gartendirektor von Düsseldorf
- Engelhardt, Wassili Wassiljewitsch (1758–1828), deutschbaltisch-russischer Offizier und Staatsmann
- Engelhardt, Werner Hans (1932–2018), deutscher Wirtschaftswissenschaftler
- Engelhardt, Werny (1910–1982), deutscher Musiker, Komponist, Bearbeiter und Kapellenleiter
- Engelhardt, Wilfried von (1928–2015), deutscher Testpilot
- Engelhardt, Wilhelm (1827–1897), preußischer Jurist und Militärbeamter
- Engelhardt, Wilhelm (1834–1895), deutscher Brauer, Unternehmer und Kommunalpolitiker
- Engelhardt, Wilhelm (* 1851), deutscher Autor
- Engelhardt, Wilhelm (* 1952), österreichischer Filmregisseur und Drehbuchautor
- Engelhardt, Willi (1907–1992), deutscher Fußballspieler
- Engelhardt, Wladimir Alexandrowitsch (1894–1984), russischer Biochemiker
- Engelhardt, Wolf von (1910–2008), deutscher Geologe und Mineraloge
- Engelhardt, Wolfgang (1922–2006), deutscher Biologe und Naturschützer
- Engelhardt, Yannik (* 2001), deutscher Fußballspieler
- Engelhardt-Blum, Kerstin (* 1971), deutsche Juristin, Regierungspräsidentin von Mittelfranken
- Engelhardt-Kyffhäuser, Otto (1884–1965), deutscher Maler und Kunsterzieher
- Engelhardt-Wölfler, Henriette (* 1968), deutsche Demografin
- Engelhart, Carl (1817–1886), deutscher Politiker und Bürgermeister von Mühlhausen, Thüringen sowie Mitglied des preußischen Herrenhauses (1856–1883)
- Engelhart, Catherine (1845–1926), dänische Malerin
- Engelhart, Christian (* 1986), deutscher Autorennfahrer
- Engelhart, Franz Xaver (1861–1924), deutscher Priester, Kirchenmusiker und Komponist
- Engelhart, Johann, Kupferstecher und Medailleur in Vilnius
- Engelhart, Johann Friedrich Philipp (1797–1837), deutscher Chemiker
- Engelhart, Josef (1864–1941), österreichischer Maler und Bildhauer
- Engelhart, Marc (* 1976), deutscher Rechtswissenschaftler
- Engelhart, Michel (1897–1969), österreichischer Architekt
- Engelhart, Stanley (1910–1979), britischer Sprinter
- Engelhart, Susanne (1904–1968), österreichische Schauspielerin
- Engelhorn, Carl (1849–1925), deutscher Verleger
- Engelhorn, Christof (1926–2010), deutscher Unternehmer, Kunstsammler und Mäzen
- Engelhorn, Curt (1926–2016), deutscher Unternehmer, Mitgesellschafter des Pharma-Unternehmens Boehringer Mannheim
- Engelhorn, Eduard (1830–1907), deutscher Verwaltungsbeamter
- Engelhorn, Friedrich (1821–1902), deutscher UnternehmerFriedrich Engelhorn (1821–1902)

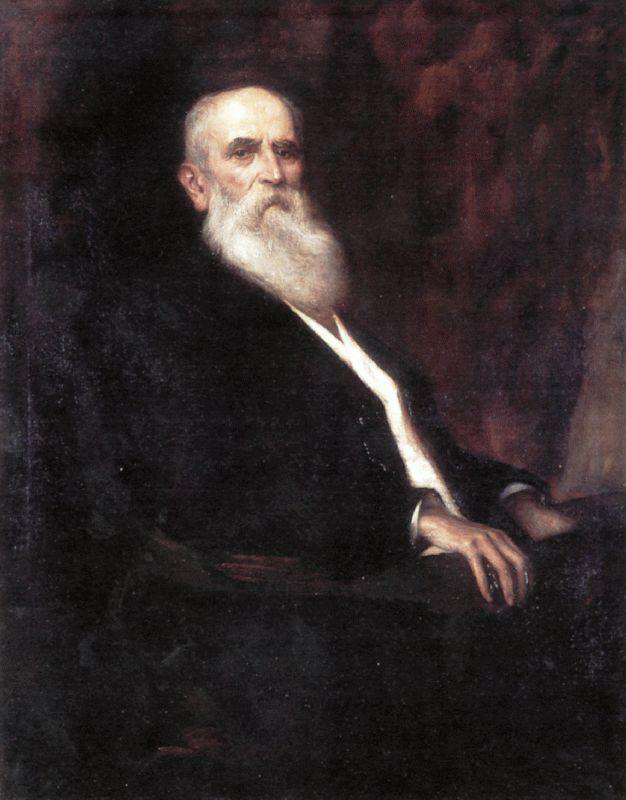
Friedrich Engelhorn (1821–1902)

- Engelhorn, Karl Heinz (1905–1944), deutscher Berufsoffizier und Widerstandskämpfer des 20. Juli 1944
- Engelhorn, Marlene (* 1992), Millionenerbin, Aktivistin für Vermögens- und Erbschaftssteuern, BuchautorinMarlene Engelhorn (* 1992)

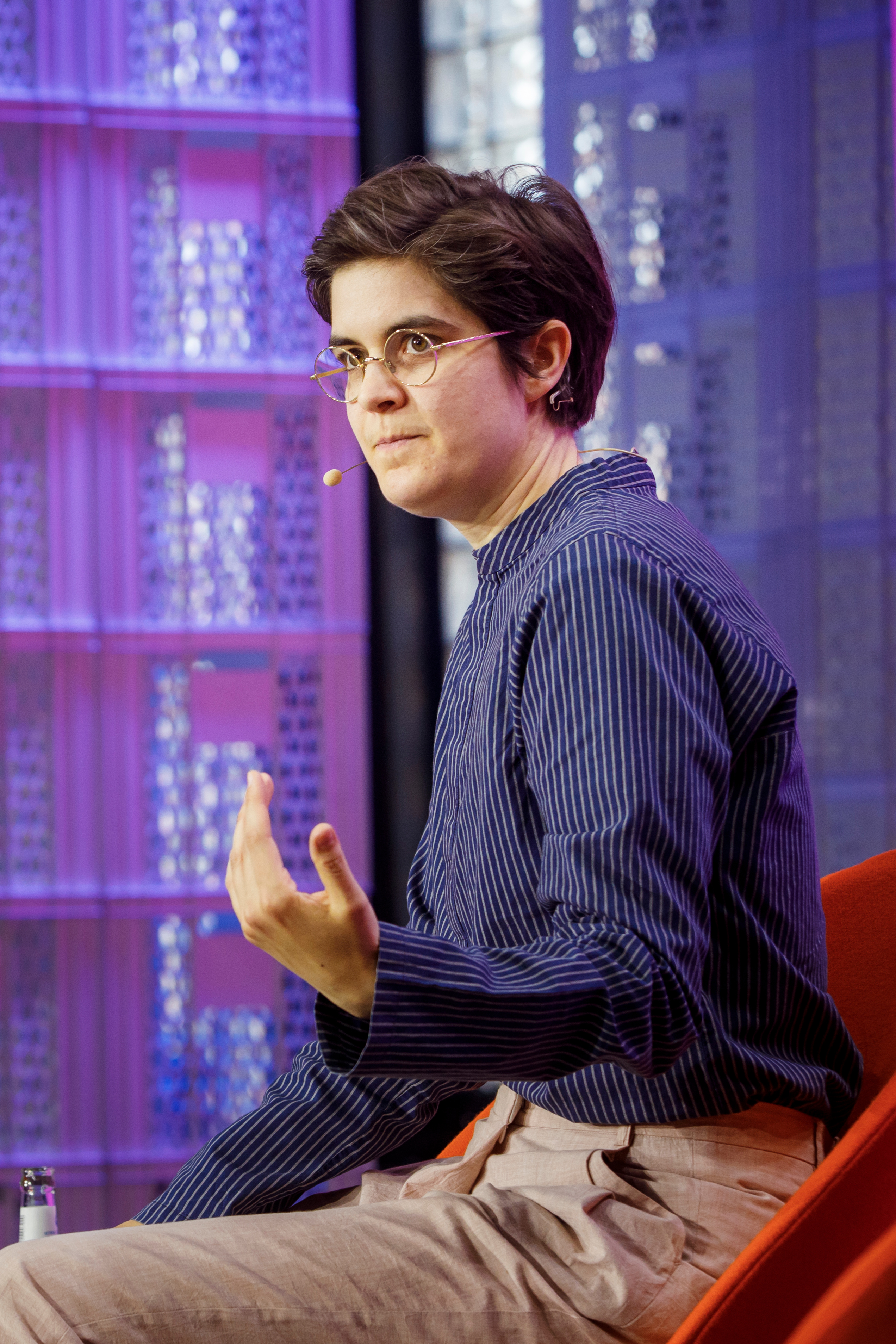
Marlene Engelhorn (* 1992)

- Engelhorn, Peter (1924–1991), deutscher Unternehmer und Mäzen
- Engelhorn, Robert (1856–1944), deutscher Maler und Mäzen
- Engelhorn-Vechiatto, Traudl (1927–2022), österreichische Mäzenin und Philanthropin
- Engelhus, Dietrich († 1434), Schullehrer und Chronist

#### Engeli
- Engeli, Benjamin (* 1978), Schweizer Pianist
- Engeli, Christian (* 1938), Schweizer Historiker
- Engeli, Hilde Katrine (* 1988), norwegische Snowboarderin
- Engeli, Manfred (* 1937), Schweizer Psychologe, Psychotherapeut, Eheberater und Supervisor
- Engelien, Botho (* 1938), deutscher Offizier
- Engelien, Håvard (* 1969), norwegischer Skeletonsportler
- Engelien, Martin, deutscher Bassist und Musikproduzent
- Engelien, Paul (1874–1940), deutscher Generalmajor
- Engelin, Karl Heinz (1924–1986), deutscher Bildhauer
- Engelin, Niclas (* 1972), schwedischer Gitarrist
- Engelin-Hommes, Gisela (1931–2017), deutsche Bildhauerin
- Eņģelis, Kārlis (* 1983), lettischer Jurist und Politiker (Vienotība)

#### Engelk
- Engelke, Anke (* 1965), deutsche Komikerin, Schauspielerin, Entertainerin, Sängerin, Synchronsprecherin und RadiomoderatorinAnke Engelke (* 1965)

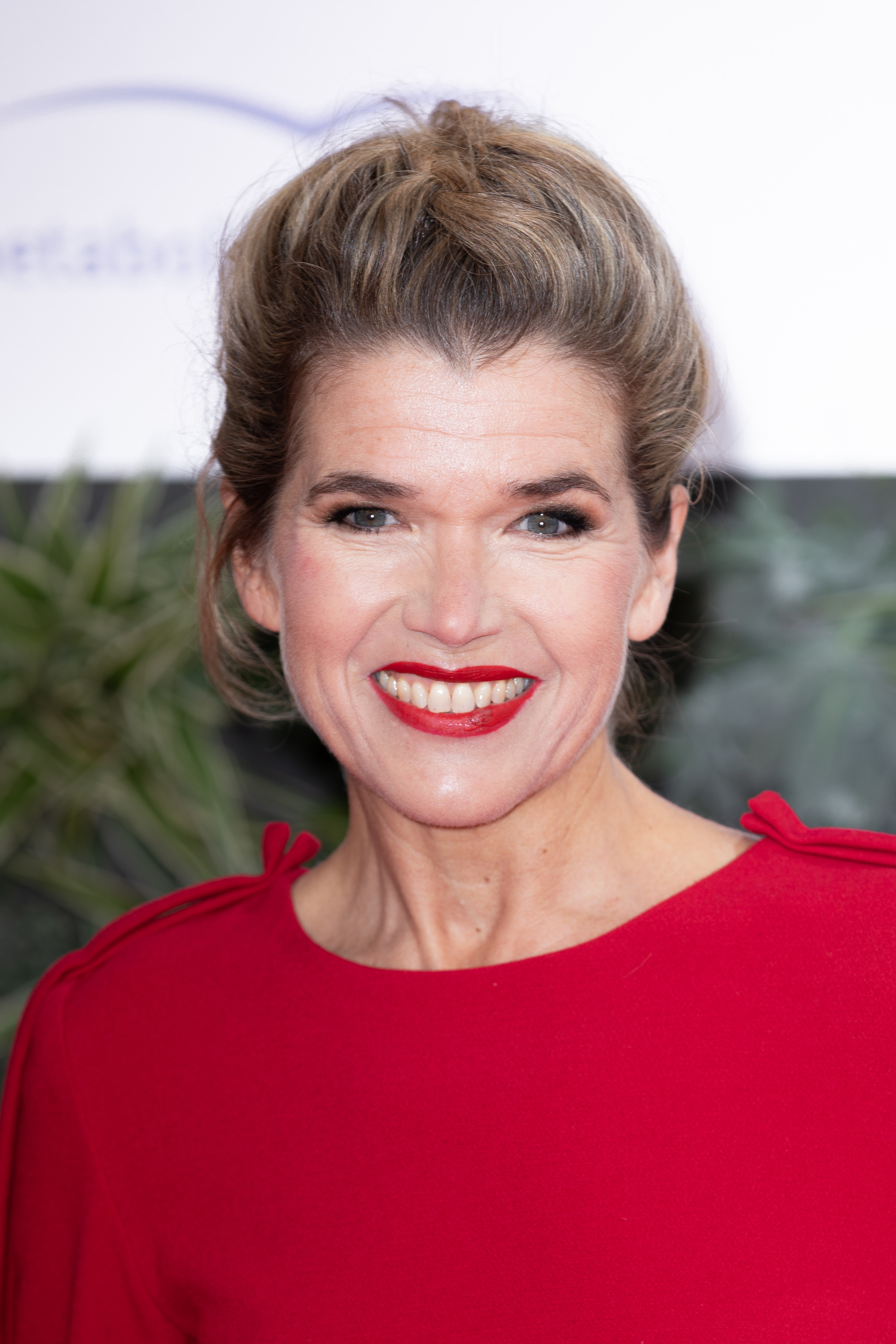
Anke Engelke (* 1965)

- Engelke, Anna (* 1969), deutsche Rundfunkjournalistin
- Engelke, Barbara (* 1959), deutsche Drehbuchautorin
- Engelke, Bernhard (1872–1958), deutscher Jurist, Kommunalbeamter, Numismatiker, Heimatkundler und Autor
- Engelke, Bernhard (1884–1950), deutscher Musikwissenschaftler und Hochschullehrer
- Engelke, Carl (1835–1912), deutscher Maler, Bildhauer, Gymnasial- und Hochschullehrer
- Engelke, Carl (1848–1926), deutscher Apotheker und Naturwissenschaftler sowie Bibliothekar
- Engelke, Ernst (* 1941), deutscher Hochschullehrer, Sozialwissenschaftler und Thanatologe
- Engelke, Fritz (1878–1956), deutscher lutherischer Theologe
- Engelke, Gerrit (1890–1918), deutscher Arbeiterdichter
- Engelke, Hans-Georg (* 1964), deutscher Verwaltungsjurist und politischer Beamter
- Engelke, Heinrich (1910–1979), deutscher Politiker, Oberbürgermeister von Chemnitz (1945)
- Engelke, Helga (1925–2014), deutsche Tischtennisspielerin
- Engelke, Hermann Christoph (1679–1742), deutscher lutherischer Theologe
- Engelke, Kai (* 1946), deutscher Schriftsteller, Musikjournalist, Rezitator und Liedermacher
- Engelke, Marcus (* 1972), deutscher Basketballspieler
- Engelke, Martin (1852–1932), deutscher Bildhauer
- Engelke, Max (* 1982), deutscher Schauspieler
- Engelke, Sofie (1927–2000), deutsche Schauspielerin
- Engelke, Ulrike (* 1941), deutsche Flötistin und Autorin
- Engelke, Willm (* 1983), deutscher Faustballer
- Engelken, Diedrich (1882–1957), deutscher Kaufmann, Politiker der NSDAP und Hamburger Senator
- Engelken, Dierk (* 1941), deutscher Künstler
- Engelken, Eva (* 1971), deutsche Juristin, Wirtschaftsjournalistin und Autorin
- Engelken, Friedrich Ludwig (1749–1826), evangelischer Theologe, Generalsuperintendent und Bischof von Pommern
- Engelken, Heinrich Askan (1675–1734), lutherischer Theologe, Hochschullehrer
- Engelken, Hermann (1844–1919), deutscher Neurologe und Psychiater
- Engelken, Jacki (* 1962), deutscher Musiker und Komponist
- Engelken, Klaas (1939–2017), deutscher Verwaltungsjurist
- Engelkenmeier, Ute (* 1970), deutsche Bibliotheks- und Informationswissenschaftlerin und BibliothekarinUte Engelkenmeier (* 1970)

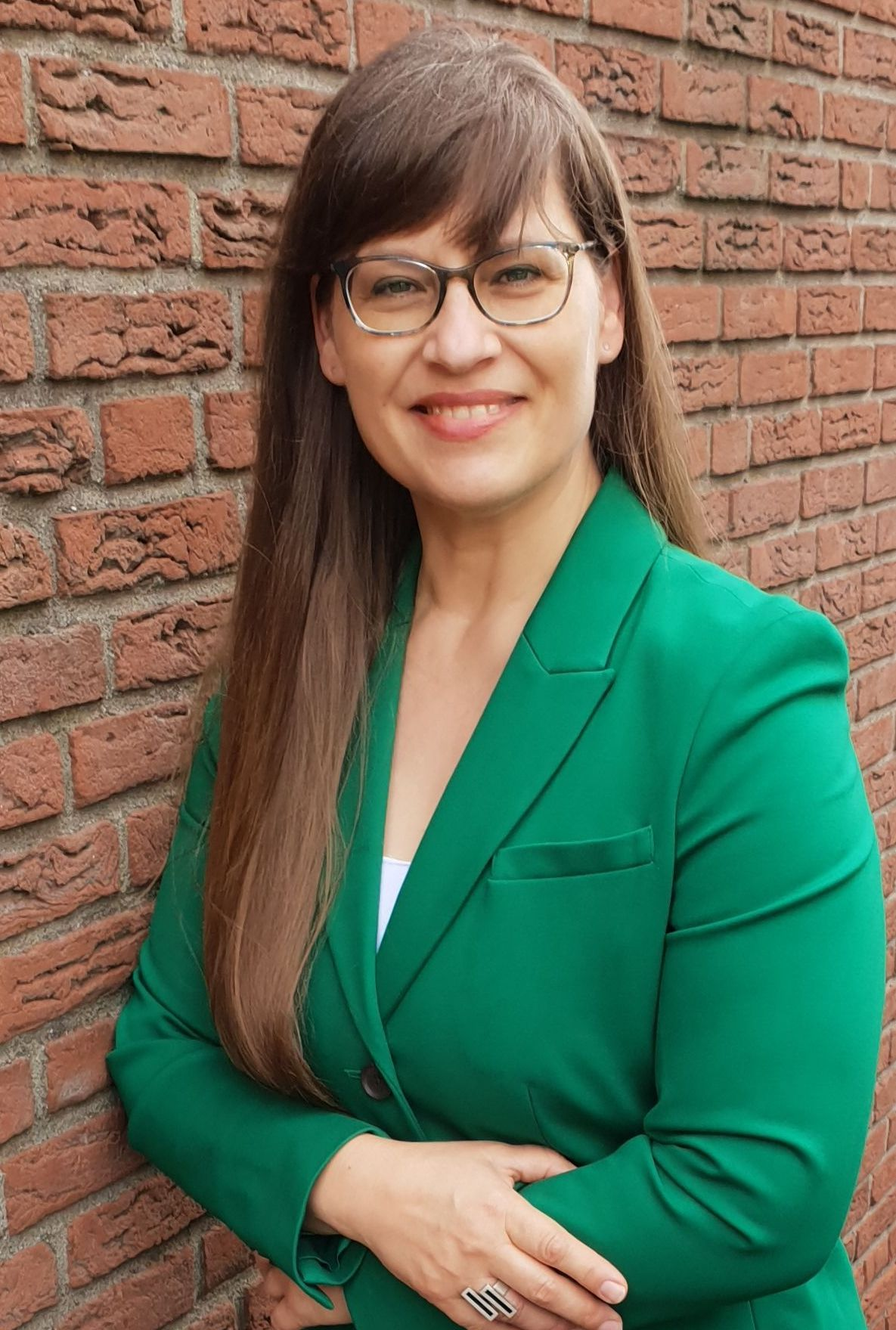
Ute Engelkenmeier (* 1970)

- Engelkes, Gustav (1905–1973), deutscher Journalist und Schriftsteller
- Engelkes, Heiko (1933–2008), deutscher Journalist
- Engelking, Barbara (* 1962), polnische Holocaustforscherin und Hochschullehrerin
- Engelking, Katrin (* 1970), deutsche Kinderbuchillustratorin
- Engelking, Leszek (1955–2022), polnischer Dichter, Schriftsteller, Essayist, Literaturkritiker, Übersetzer und Literaturwissenschaftler
- Engelking, Torben (* 1996), deutscher Fußballspieler

#### Engell
- Engell, Birgit (1882–1973), dänische Opernsängerin (Sopran)
- Engell, Hans (* 1948), dänischer Politiker, Mitglied des Folketing und Journalist
- Engell, Hans Egon (1897–1974), deutscher Landwirt und Politiker
- Engell, Hans-Jürgen (1925–2007), deutscher Chemiker und Materialwissenschaftler
- Engell, Lorenz (* 1959), deutscher Medienwissenschaftler
- Engell, Mikaela (* 1956), dänische Beamtin
- Engell, Sebastian (* 1954), deutscher Regelungstechniker
- Engell-Günther, Juliane (1819–1910), Schweizer Schriftstellerin, Lehrerin und Frauenrechtlerin
- Engelland, Deryk (* 1982), kanadischer Eishockeyspieler
- Engelland, Hans (1903–1970), deutscher Theologe
- Engellant, Daren (* 1970), US-amerikanischer Basketballspieler

#### Engelm
- Engelman, Dennis (* 1995), deutscher Fußballspieler
- Engelman, Edmund (1907–2000), austroamerikanischer Ingenieur und Fotograf
- Engelman, Martin (1924–1992), niederländischer Maler und Grafiker
- Engelman, Muriel (1921–2022), US-amerikanische Krankenschwester
- Engelman, Wilhelmina (1834–1902), niederländische Schauspielerin
- Engelmann, Andreas (* 1954), deutscher Schauspieler
- Engelmann, Andrews (1901–1992), deutsch-baltischer Schauspieler
- Engelmann, Anke (* 1966), deutsche Autorin, Journalistin und Herausgeberin
- Engelmann, Anny (1897–1942), österreichisch-tschechoslowakische Illustratorin
- Engelmann, Bernt (1921–1994), deutscher Schriftsteller und Journalist
- Engelmann, Christian, herzoglich calenbergischer Hofmusiker
- Engelmann, Christian (* 1944), deutscher Schauspieler und Aufnahmeleiter
- Engelmann, Christian Gotthold (1787–1847), deutscher Apotheker und Chemiefabrikant
- Engelmann, Christian Gotthold (1819–1884), deutscher Apotheker und Chemiefabrikant
- Engelmann, Claudia (* 1980), deutsche Politikerin (Die Linke)
- Engelmann, Edit (* 1957), deutsche Schriftstellerin
- Engelmann, Eduard (1825–1853), deutscher Bildender Künstler
- Engelmann, Eduard junior (1864–1944), österreichischer Eiskunstläufer, dreifacher Europameister und Ingenieur
- Engelmann, Emil (1837–1900), deutscher Schaumweinfabrikant und Schriftsteller in Stuttgart
- Engelmann, Emil (1861–1945), deutscher Lehrer und Heimatforscher
- Engelmann, Fabien (* 1979), französischer Politiker der Rassemblement National (RN), Abgeordneter im Regionalrat von Grand Est und Bürgermeister der lothringischen Kleinstadt Hayange im Val de Fensch
- Engelmann, Frederick Charles (1921–2008), kanadischer Politikwissenschaftler
- Engelmann, Gabriella (* 1966), deutsche Autorin
- Engelmann, Georg, deutscher Organist und Komponist
- Engelmann, Georg J. (1847–1903), deutsch-US-amerikanischer Arzt und Fachbuchautor
- Engelmann, George (1809–1884), US-amerikanischer Arzt und Botaniker deutscher Abstammung
- Engelmann, Gerhard (1894–1987), deutscher Geograph und Heimatforscher
- Engelmann, Gerhard (* 1921), deutscher Fußballspieler
- Engelmann, Godefroy (1788–1839), deutsch-französischer Lithograf
- Engelmann, Gottfried (1926–2006), deutscher LDPD-Funktionär in der DDR
- Engelmann, Hans Ulrich (1921–2011), deutscher Komponist
- Engelmann, Harald (1933–2023), deutscher Schauspieler, Tänzer, Choreograf und Theaterregisseur
- Engelmann, Harri (* 1947), deutscher Schriftsteller
- Engelmann, Heinz (1909–1989), deutscher Werbegrafiker, Karikaturist und Animationsfilmer
- Engelmann, Heinz (1911–1996), deutscher Schauspieler und Synchronsprecher
- Engelmann, Helene (1898–1985), österreichische Eiskunstläuferin
- Engelmann, Helmut (* 1937), deutscher Altphilologe und Epigraphiker
- Engelmann, Ingeborg (1925–1999), deutsche Schauspielerin bei Bühne und Fernsehen
- Engelmann, Jacob, deutscher Zoologe
- Engelmann, Johann (1874–1955), Landtagsabgeordneter Volksstaat Hessen (SPD)
- Engelmann, Johannes (1832–1912), deutschbaltischer Jurist
- Engelmann, Jonas (* 1978), deutscher Autor und Verleger mit Schwerpunkt Popkultur
- Engelmann, Jörg (* 1963), deutscher Fußballspieler
- Engelmann, Joseph (1783–1845), deutscher Verleger und Buchhändler
- Engelmann, Julia (* 1992), deutsche Dichterin, Poetry-Slammerin, Schauspielerin und SängerinJulia Engelmann (* 1992)

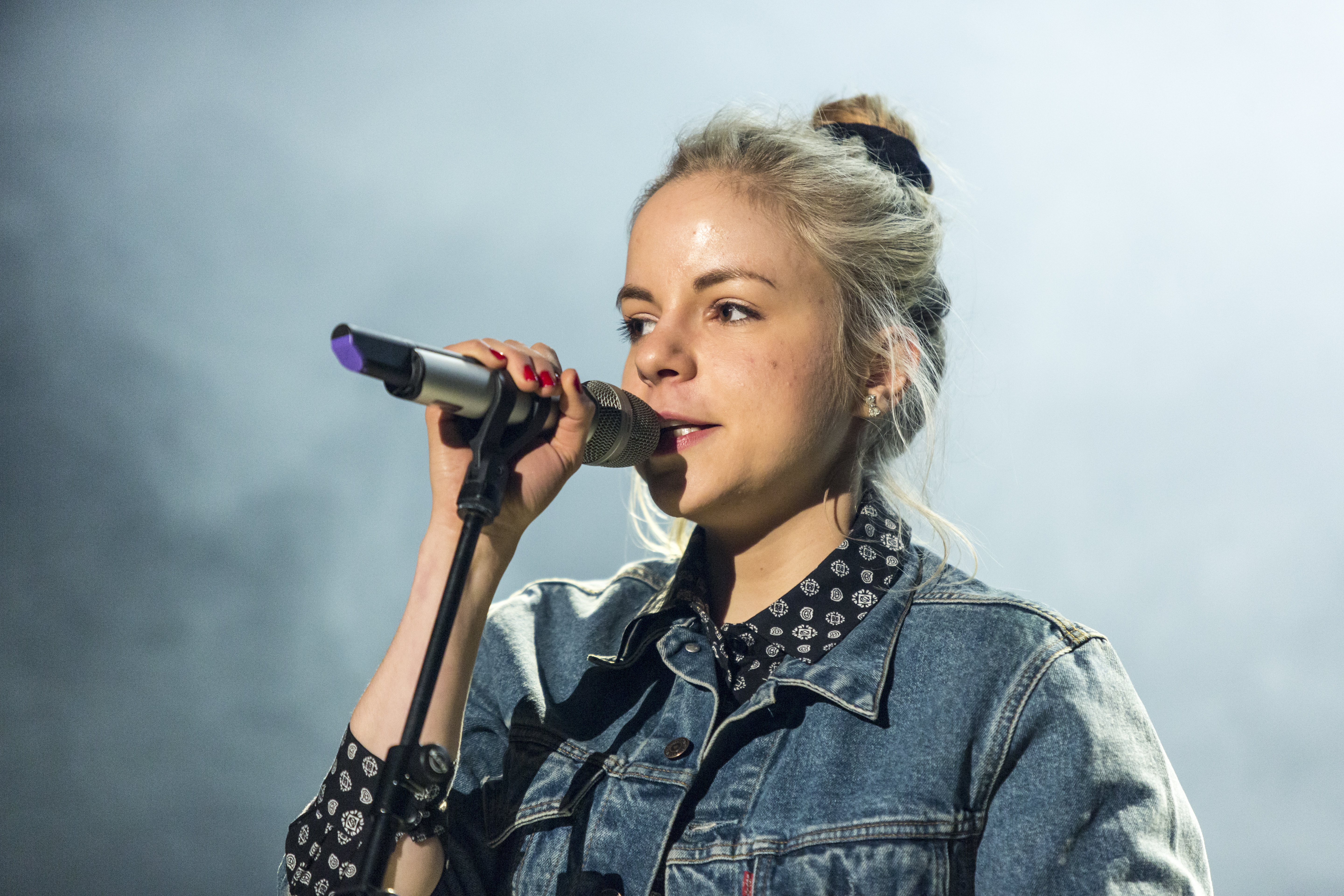
Julia Engelmann (* 1992)

- Engelmann, Julius Bernhard (1773–1844), deutscher Pädagoge und Autor
- Engelmann, Klaus (* 1943), deutscher Jurist
- Engelmann, Linus (* 2002), deutscher Volleyballspieler
- Engelmann, Manfred (1956–2023), deutscher Magister und Bundeskulturreferent der Landsmannschaft der Banater Schwaben
- Engelmann, Margit (* 1953), deutsche Tischtennisspielerin und -funktionärin
- Engelmann, Meikel (* 1969), deutscher Schauspieler
- Engelmann, Michael (1928–1966), US-amerikanischer Grafiker
- Engelmann, Michael (* 1969), deutscher Politiker (SPD), MdBB
- Engelmann, Olf (* 1962), deutscher Eishockeyspieler
- Engelmann, Pál Gábor (1854–1916), ungarischer Arbeiterführer
- Engelmann, Paul (1891–1965), österreichisch-israelischer Architekt und Möbeldesigner, hauptsächlich in Wien tätig
- Engelmann, Peter (1823–1874), deutschamerikanischer Lehrer
- Engelmann, Peter (* 1947), deutscher Philosoph, Herausgeber und Verleger
- Engelmann, Reiner (* 1952), deutscher Autor
- Engelmann, Richard (1844–1909), deutscher Klassischer Archäologe und Gymnasiallehrer
- Engelmann, Richard (1868–1966), deutscher Bildhauer und Hochschullehrer
- Engelmann, Rita (1942–2021), deutsche Schauspielerin und Synchronsprecherin
- Engelmann, Roger (* 1956), deutscher Historiker
- Engelmann, Rudolf (1841–1888), deutscher Astronom und Verlagsbuchhändler
- Engelmann, Siegfried (1931–2019), US-amerikanischer Pädagoge und Hochschullehrer
- Engelmann, Simon (* 1989), deutscher Fußballspieler
- Engelmann, Susanne (1905–1989), deutsche Grafikerin
- Engelmann, Susanne Charlotte (1886–1963), deutsche Lehrerin und Hochschullehrerin
- Engelmann, Sylvia (* 1958), deutsche Schauspielerin, Tänzerin, Fotomodell, Dozentin und Schriftstellerin
- Engelmann, Theodor (1808–1889), deutsch-amerikanischer Rechtsanwalt und Zeitungsverleger
- Engelmann, Theodor (1851–1931), deutsch-Schweizer Apotheker
- Engelmann, Theodor Erasmus (1805–1862), deutscher Politiker
- Engelmann, Theodor Wilhelm (1843–1909), deutscher Physiologe
- Engelmann, Thorsten (* 1981), deutscher Riemenruderer
- Engelmann, Ursmar (1909–1986), deutscher Ordensgeistlicher, Erzabt von Beuron
- Engelmann, Uwe Erwin (1951–2024), deutsch-rumänischer Schriftsteller
- Engelmann, Walter (1881–1951), deutscher Radrennfahrer
- Engelmann, Walther (1888–1959), deutscher Kunstturner
- Engelmann, Wilhelm (1808–1878), deutscher Verleger und Buchhändler
- Engelmann, Willi (1924–1981), deutscher Polizeioffizier der Volkspolizei und SED-Funktionär
- Engelmann, Woldemar (1865–1942), deutscher Strafrechts- und Strafprozessrechtswissenschaftler und Rechtshistoriker
- Engelmann, Wolfgang (1937–2024), deutscher Flottillenadmiral der Deutschen Marine
- Engelmann, Wolfgang (1942–2020), deutscher Politiker (CDU), MdB
- Engelmann, Wolfgang (* 1949), deutscher Fußballschiedsrichter
- Engelmann, Wuert (1908–1979), US-amerikanischer American-Football-Spieler
- Engelmar von Passau, Bischof von Passau
- Engelmayer, Günther (* 1941), österreichischer Politiker (ÖVP), Stadtrat in Wien
- Engelmayer, Jaron (* 1976), israelisch-schweizerischer Rabbiner in Deutschland
- Engelmeier, Bruno (1927–1991), österreichischer Fußballspieler und -trainer
- Engelmeier, Max-Paul (1921–1993), deutscher Psychiater und Hochschullehrer
- Engelmeier, Michaela (* 1960), deutsche Politikerin (SPD), MdBMichaela Engelmeier (* 1960)

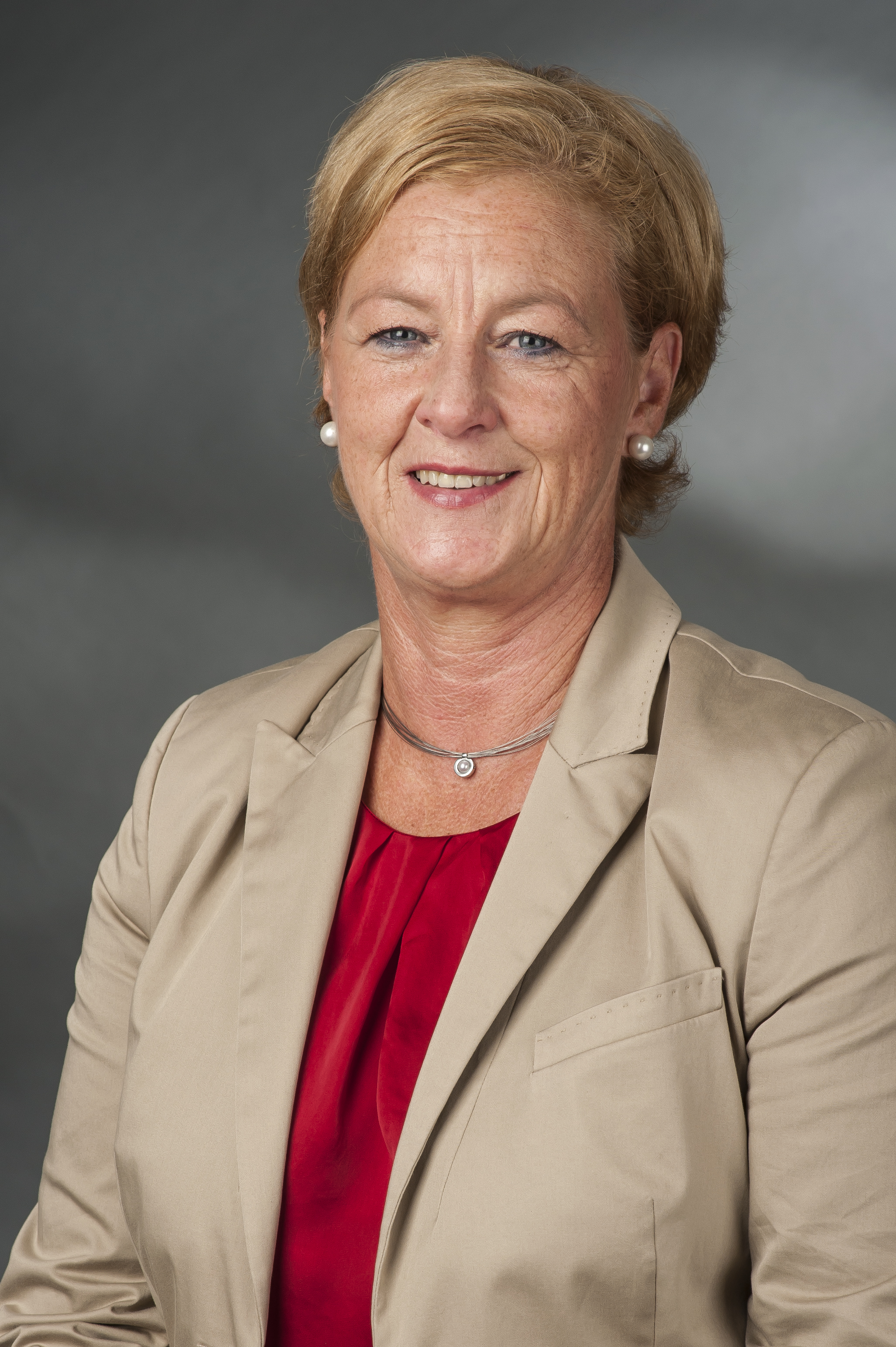
Michaela Engelmeier (* 1960)

- Engelmeier, Paul (1888–1973), deutscher Jurist, Verwaltungsbeamter und Museumsdirektor
- Engelmohr, Steffen (* 1941), deutscher Fußballspieler
- Engelmüller, Ferdinand (1867–1924), tschechischer Landschafts- und Architekturmaler sowie Grafiker
- Engelmundus, Benediktiner und Heiliger

#### Engeln
- Engeln, Franz (1885–1960), deutscher Politiker (CDU), MdL
- Engeln, Henning (* 1954), deutscher Biologe und Wissenschaftsjournalist
- Engeln, Jeroen (* 1960), niederländischer Schauspieler und Moderator
- Engeln, Katrin (* 1967), deutsche Kommunalpolitikerin
- Engeln-Müllges, Gisela (* 1940), deutsche Autorin, Mathematikerin und Hochschullehrerin
- Engelns, Luis (* 2007), deutscher Fußballspieler

#### Engels
- Engels, Addy (* 1977), niederländischer Radrennfahrer und Sportlicher Leiter
- Engels, Adrian (* 1972), deutscher Kabarettist
- Engels, Alexander (1871–1933), deutscher Theaterschauspieler
- Engels, Anita (* 1969), deutsche Soziologin und Klimaforscherin
- Engels, Arne (* 2003), belgischer Fußballspieler
- Engels, August (1797–1874), deutscher Textilfabrikant und Politiker
- Engels, Benjamin (* 1984), deutscher Klassischer Archäologe
- Engels, Bettina (* 1978), deutsche Politologin
- Engels, Björn (* 1994), belgischer Fußballspieler
- Engels, Curt (1884–1964), deutscher Jurist und Politiker
- Engels, David (* 1979), belgischer Althistoriker und PublizistDavid Engels (* 1979)

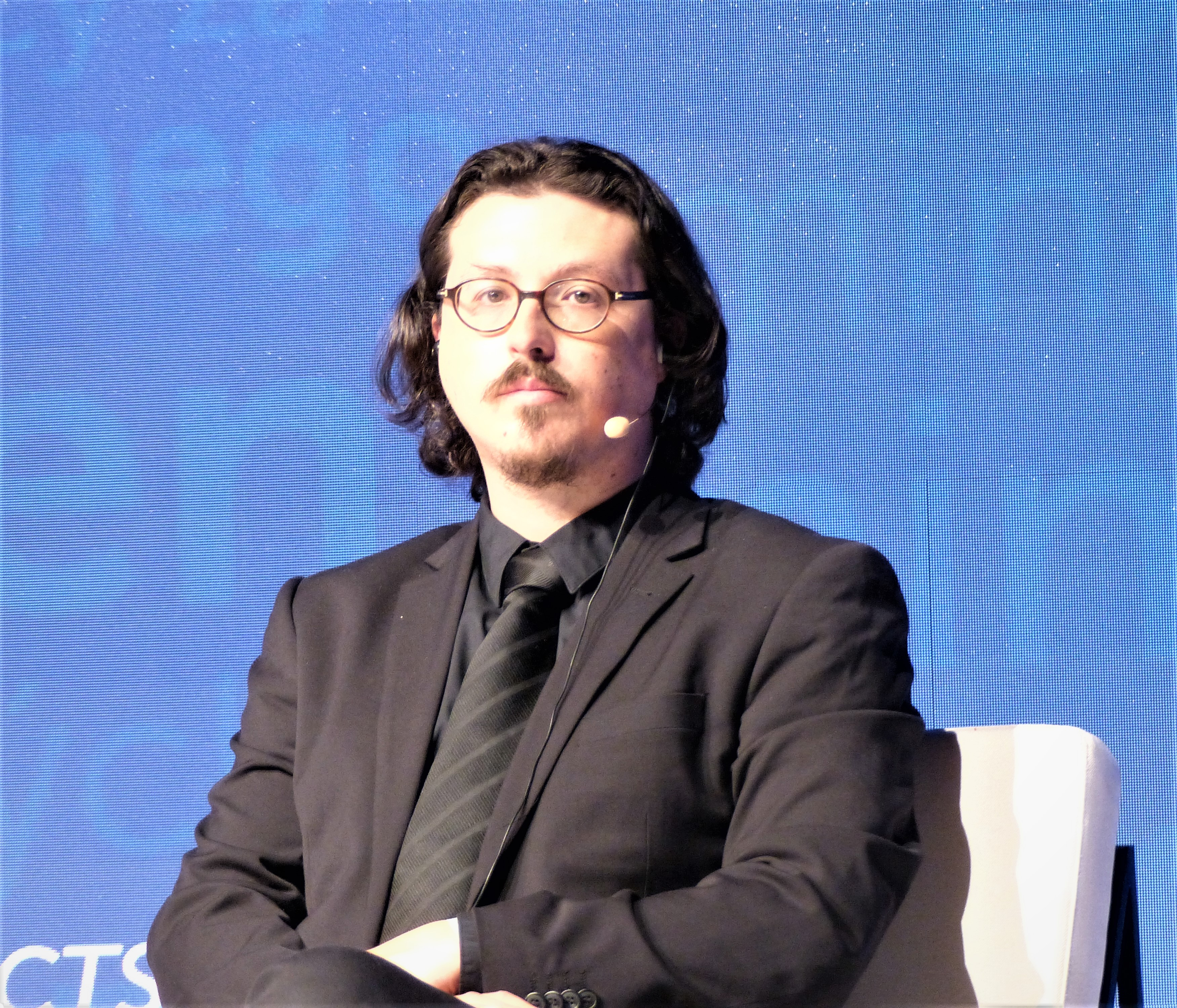
David Engels (* 1979)

- Engels, Dieter (* 1950), deutscher Verwaltungsjurist
- Engels, Dieter (* 1960), deutscher Fußballspieler
- Engels, Elisabeth (1892–1970), deutsche Pädagogin und Privatschulgründerin
- Engels, Elise (1797–1873), Mutter von Friedrich Engels
- Engels, Erich (1889–1971), deutscher Filmregisseur und Drehbuchautor
- Engels, Erich (1908–1951), deutscher Polizist sowie Täter des Holocaust
- Engels, Ernestine (1785–1845), deutsche Theaterschauspielerin
- Engels, Ernst (1845–1899), deutscher Jurist, Bergrat und Politiker, MdR
- Engels, Eve-Marie (* 1951), deutsche Philosophin, Expertin für Bioethik und Wissenschaftshistorikerin
- Engels, Fabienne (* 1989), deutsche Leichtathletin
- Engels, Floortje (* 1982), niederländische Hockeyspielerin
- Engels, Florian (* 1959), deutscher Journalist und Ministerialbeamter
- Engels, Franz, deutscher Politiker (CDU), MdL
- Engels, Friedrich (1796–1860), deutscher Textilunternehmer
- Engels, Friedrich (1820–1895), deutscher Politiker, Unternehmer, Philosoph und MilitärhistorikerFriedrich Engels (1820–1895)

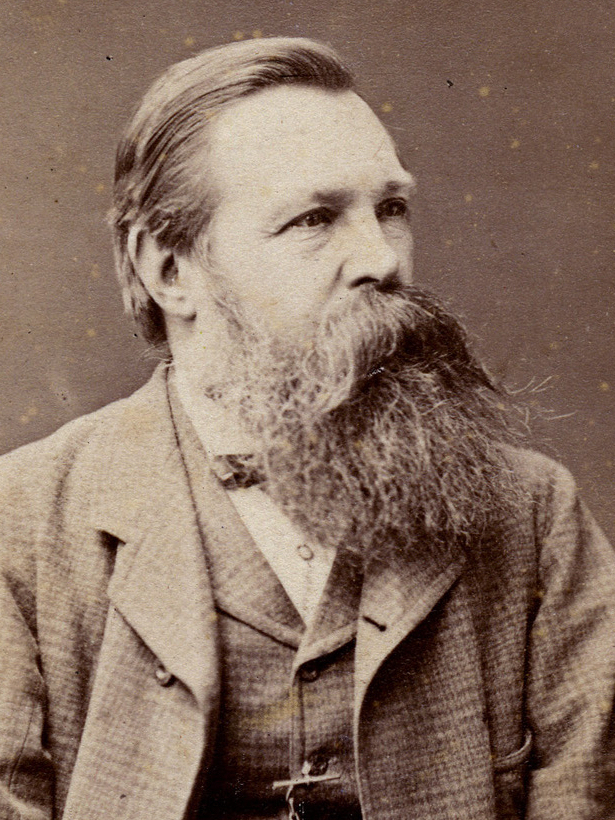
Friedrich Engels (1820–1895)

- Engels, Friedrich Eugen (1909–1994), deutscher Sänger (Tenor)
- Engels, Friedrich Ludwig (1790–1855), preußischer Generalmajor, Kommandant von Köln
- Engels, Gerhild (* 1949), deutsche Politikerin (SPD), MdBB
- Engels, Gert (* 1957), deutscher Fußballspieler und -trainer
- Engels, Grégory (* 1976), deutscher Politiker (Piratenpartei)
- Engels, Hans (1924–1995), deutscher Maler und Grafiker
- Engels, Hans-Peter (* 1966), deutscher Koch
- Engels, Hans-Werner (1941–2010), deutscher Historiker
- Engels, Hartmut (1942–2014), deutscher Politiker (CDU), MdHB
- Engels, Heinrich (1872–1943), Offizial im Erzbistum Köln
- Engels, Heinz (1942–2007), deutscher Theaterregisseur und Theaterintendant
- Engels, Helmut (* 1931), deutscher Politiker (SPD), MdL
- Engels, Hermann (1909–1973), deutscher Politiker (SPD), MdL
- Engels, Horus (1914–1991), deutscher Kunstmaler, Bildhauer und Illustrator
- Engels, Hubert (1824–1891), deutscher Musikdirektor, Komponist und Geiger
- Engels, Hubert (1854–1945), deutscher Wasserbauingenieur und Hochschullehrer
- Engels, Jakob Gerhard (1826–1897), deutscher evangelischer Pastor
- Engels, Jan (1922–1972), belgischer Radrennfahrer
- Engels, Jana (* 1978), deutsche Schriftstellerin
- Engels, Jens Ivo (* 1971), deutscher Historiker und Hochschullehrer
- Engels, Joachim W. (1944–2018), deutscher Chemiker
- Engels, Johann Adolf (1767–1828), deutscher Unternehmer und Autor
- Engels, Johann Caspar (1753–1821), deutscher TextilunternehmerJohann Caspar Engels (1753–1821)

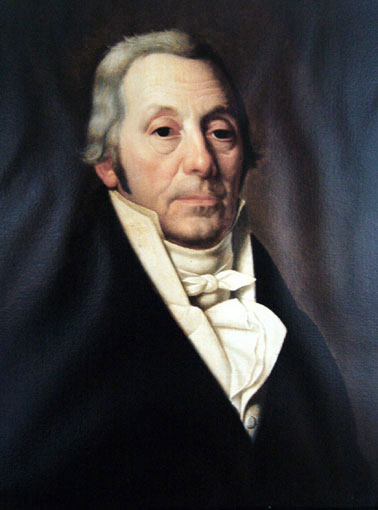
Johann Caspar Engels (1753–1821)

- Engels, Johannes (* 1959), deutscher Althistoriker
- Engels, John (* 1935), niederländischer Jazz-Schlagzeuger
- Engels, Jörg (* 1968), deutscher Jazzmusiker (Trompete, Flügelhorn)
- Engels, Joseph (1901–1982), deutscher Jurist und Richter
- Engels, Julian (* 1993), deutscher Fußballspieler
- Engels, Karl Wilhelm († 1953), deutscher Journalist, Herausgeber und auftragsweise Landrat
- Engels, Klaus (1938–2025), deutscher Fußballspieler
- Engels, Kurt (1915–1958), deutscher NS-Verbrecher, Kommandant des Konzentrationslagers Ghetto Izbica
- Engels, Lili (* 1997), deutsche Fernsehmoderatorin und Sportjournalistin
- Engels, Lisl (1916–2006), österreichische Malerin
- Engels, Lotte (* 2009), deutsche Filmschauspielerin
- Engels, Ludger (* 1963), deutscher Opern- und Theaterregisseur
- Engels, Ludwig (1905–1967), deutscher Schachspieler
- Engels, Ludwig Werner (1901–1934), deutscher SA-Führer, Opfer des Röhm-Putsches
- Engels, Marc (1965–2020), belgischer Tontechniker
- Engels, Marcel (* 1994), deutscher Handballspieler
- Engels, Mareike (* 1988), deutsche Politikerin (Bündnis 90/Die Grünen)
- Engels, Mario (* 1993), deutscher Fußballspieler
- Engels, Martin (* 1980), deutscher reformierter Theologe
- Engels, Odilo (1928–2012), deutscher Historiker
- Engels, Otto (1875–1960), deutscher Agrikulturchemiker
- Engels, Paula (* 2005), deutsche Sängerin
- Engels, Peter (* 1959), deutscher Archivar und Historiker
- Engels, Pieter (1938–2019), niederländischer Künstler
- Engels, Robert (1866–1926), deutscher Maler, Grafiker, Lithograf, Kunstgewerbler und Hochschullehrer
- Engels, Sarah (* 1992), deutsche PopsängerinSarah Engels (* 1992)

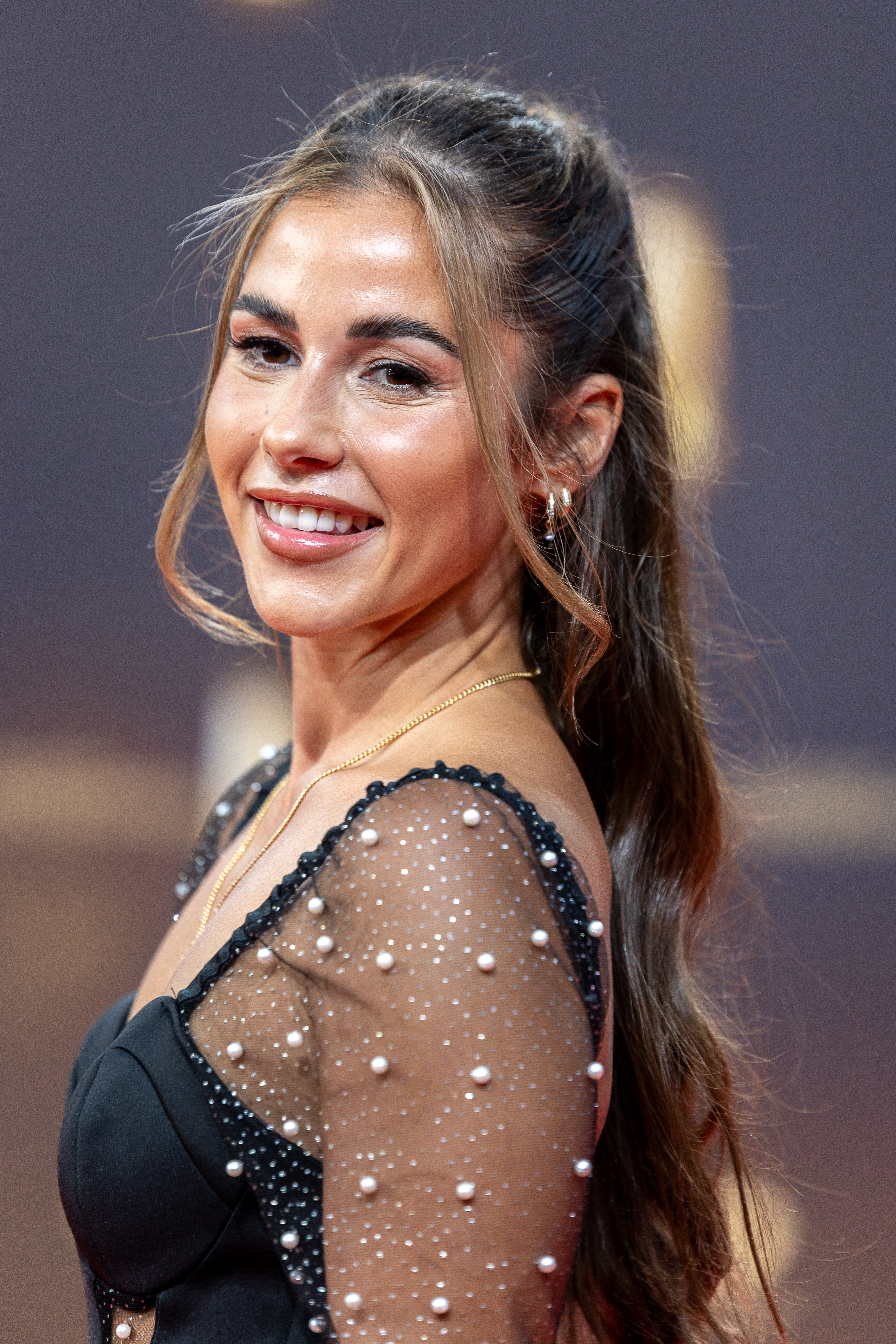
Sarah Engels (* 1992)

- Engels, Stefaan (* 1961), belgischer Laufsportler
- Engels, Stefan (* 1967), deutscher Organist und Hochschullehrer
- Engels, Stephan (* 1960), deutscher Fußballspieler und -trainerStephan Engels (* 1960)

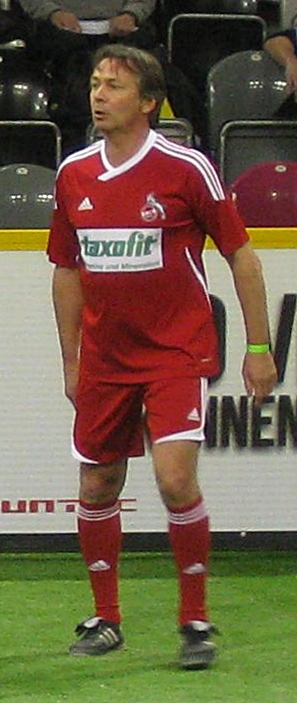
Stephan Engels (* 1960)

- Engels, Ton (* 1952), niederländischer Gitarrist und Singer-Songwriter
- Engels, Wera (1904–1988), deutsch-britische Schauspielerin
- Engels, Wilhelm (1873–1953), deutscher Heimatforscher und Schulrektor
- Engels, Willi (1902–1986), deutscher Widerstandskämpfer gegen den Nationalsozialismus, Interbrigadist und Militärattaché der DDR in Polen, Kandidat der Zentralen Parteikontrollkommission der SED
- Engels, Wolf (1935–2021), deutsch-brasilianischer Zoologe und Hochschullehrer
- Engels, Wolfgang (1908–1983), deutscher Schauspieler und Theaterleiter
- Engels, Wolfgang (* 1943), deutscher DDR-Soldat und DDR-Flüchtling
- Engels, Wolfram (1933–1995), deutscher Ökonom und Publizist
- Engelsaas, Edvard (1872–1902), norwegischer Eisschnellläufer
- Engelsberger, Matthias (1925–2005), deutscher Politiker (CSU), MdB
- Engelsberger-Drioli, Trude (1920–1986), österreichische Malerin, Collagistin und Grafikerin
- Engelschalk I. († 871), ostfränkischer Markgraf der Ostmark
- Engelschalk II., Markgraf der Ostmark
- Engelschalk, Albert, deutscher Theologe, Professor an den Universitäten Prag und Wien, 1392/93 Rektor der Karlsuniversität
- Engelschall, Carl Gottfried († 1760), deutscher Jurist, kursächsischer Kommissionsrat und Amtmann
- Engelschall, Johann Christian (1675–1749), Pfarrer und Chronist
- Engelschall, Manfred (1921–2008), deutscher Jurist, Richter und Vorsitzender des Beschwerdeausschusses des deutschen Presserates
- Engelsen, Alfred (1893–1966), norwegischer Turner und Wasserspringer
- Engelshoven, Ingrid van (* 1966), niederländische Politikerin (D66)
- Engelsing, Herbert (1904–1962), deutscher Jurist und Filmproduzent
- Engelsing, Tobias (* 1960), deutscher Museumsdirektor, Journalist und Autor
- Engelsman, Han (1919–1990), niederländischer Fußballspieler
- Engelsman, Jeroen (* 1989), deutsch-niederländischer Schauspieler, Sprecher und Musiker
- Engelsman, Volkert (* 1957), niederländischer Geschäftsmann und Pionier in der biologischen Agrarwirtschaft
- Engelsmann, Anke (* 1950), deutsche Schauspielerin
- Engelsmann, Johann Baptist (1844–1913), deutscher Weinhändler und Abgeordneter
- Engelstad, Kai Arne (* 1954), norwegischer Eisschnellläufer
- Engelstad, Oscar (1882–1972), norwegischer Turner
- Engelstädter, Günter (* 1928), deutscher Fußballspieler
- Engelstede, Godeke, Ratsherr der Hansestadt Lübeck
- Engelstede, Johann († 1579), deutscher Jurist und Ratsherr der Hansestadt Lübeck
- Engelstoft, Laurids (1774–1851), dänischer Historiker

### Engem
- Engeman, Liane (* 1944), niederländische Automobilrennfahrerin
- Engemann, Cornelius (* 1994), deutscher Schauspieler
- Engemann, Engelbert (1717–1796), Abt des Benediktinerklosters Huysburg
- Engemann, Friedrich (1898–1970), deutscher Architekt, Designer und Hochschullehrer
- Engemann, Heinrich-Hermann (* 1959), deutscher Springreiter
- Engemann, Herbert (1923–2016), deutscher Pädagoge, Historiker und Autor
- Engemann, Josef (1926–2020), deutscher Christlicher Archäologe
- Engemann, Karl (1817–1888), Schweizer Politiker
- Engemann, Norbert (* 1997), deutscher Volleyballspieler
- Engemann, Rainer (* 1949), deutscher Chirurg
- Engemann, Wilfried (* 1959), deutscher evangelischer Theologe und Professor an der Universität Wien

### Engen
- Engen, Alexandra (* 1988), schwedische Mountainbikerin
- Engen, Ingrid Syrstad (* 1998), norwegische FußballspielerinIngrid Syrstad Engen (* 1998)

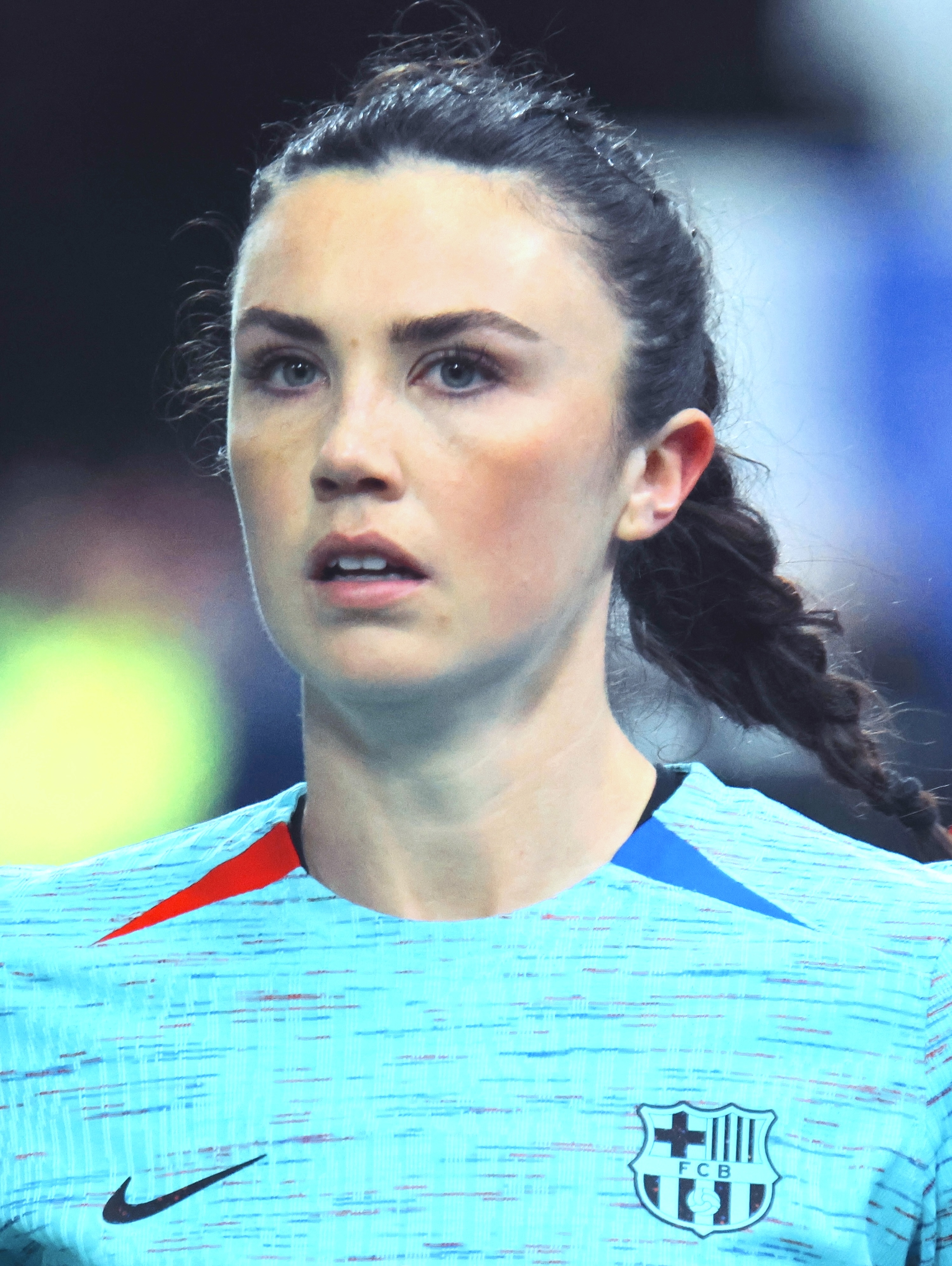
Ingrid Syrstad Engen (* 1998)

- Engen, Jon (1957–2018), US-amerikanischer Biathlet und Skilangläufer
- Engen, Kieth (1925–2004), US-amerikanischer Opernsänger (Bass)
- Engen, Svein (* 1953), norwegischer Biathlet
- Engen, Whitney (* 1987), US-amerikanische Fußballspielerin
- Engen-Helgheim, Jon (* 1981), norwegischer Politiker
- Engenhagen, Heinrich (1615–1685), deutscher evangelisch-lutherischer Geistlicher, Hauptpastor der Lübecker Jakobikirche und Senior des Geistlichen Ministeriums
- Engenulf de Laigle († 1066), normannischer Adliger

### Enger
- Enger, Anne (* 1949), norwegische Politikerin (Senterpartiet), Mitglied des Storting
- Enger, Gerhard (* 1915), deutscher Politiker und NDPD-Funktionär
- Enger, Gyda (* 1993), norwegische Skispringerin
- Enger, Leif (1900–1977), norwegischer Schauspieler, Theaterleiter, Komponist und Sänger
- Enger, Mogens (1894–1918), dänischer Schauspieler und Regisseur bei deutschen Stummfilmen
- Enger, Ole Christen (* 1983), norwegischer Skispringer
- Enger, Thomas (* 1973), norwegischer Autor und Journalist
- Enger-Damon, Babben (* 1939), norwegische Skilangläuferin
- Engerer, Brigitte (1952–2012), französische Pianistin
- Engerer, Cyrus (* 1981), maltesischer Politiker, MdEP
- Engerman, Stanley (1936–2023), US-amerikanischer Wirtschaftswissenschaftler
- Engermann, Andreas (1919–1995), deutscher Autor
- Engeroff, Johann Peter (1765–1828), Landtagsabgeordneter Großherzogtum Hessen
- Engeroff, Klaus (1938–2025), deutscher Schauspieler, Dramaturg, Theaterregisseur und -intendant
- Engers, Adolphe (1884–1945), niederländischer Schauspieler
- Engers, Alf (* 1940), britischer Radrennfahrer
- Engert, Andreas (* 1959), deutscher Internist, Onkologe und Hochschullehrer
- Engert, Andreas (* 1972), deutscher Rechtswissenschaftler und Hochschullehrer
- Engert, Erasmus (1796–1871), österreichischer Maler und Restaurator
- Engert, Ernst Moritz (1892–1986), deutscher Silhouettenkünstler und Maler
- Engert, Hans (1951–2020), deutscher Tennisspieler und -trainer
- Engert, Horst (1886–1949), deutscher Germanist (Literaturwissenschaftler)
- Engert, Jochen (* 1977), deutscher Unternehmer
- Engert, Josef (1882–1964), deutscher katholischer Theologe und Philosoph
- Engert, Jürgen (1936–2021), deutscher Journalist
- Engert, Karl (1877–1951), Vizepräsident am „Volksgerichtshof“ und SS-OberführerKarl Engert (1877–1951)

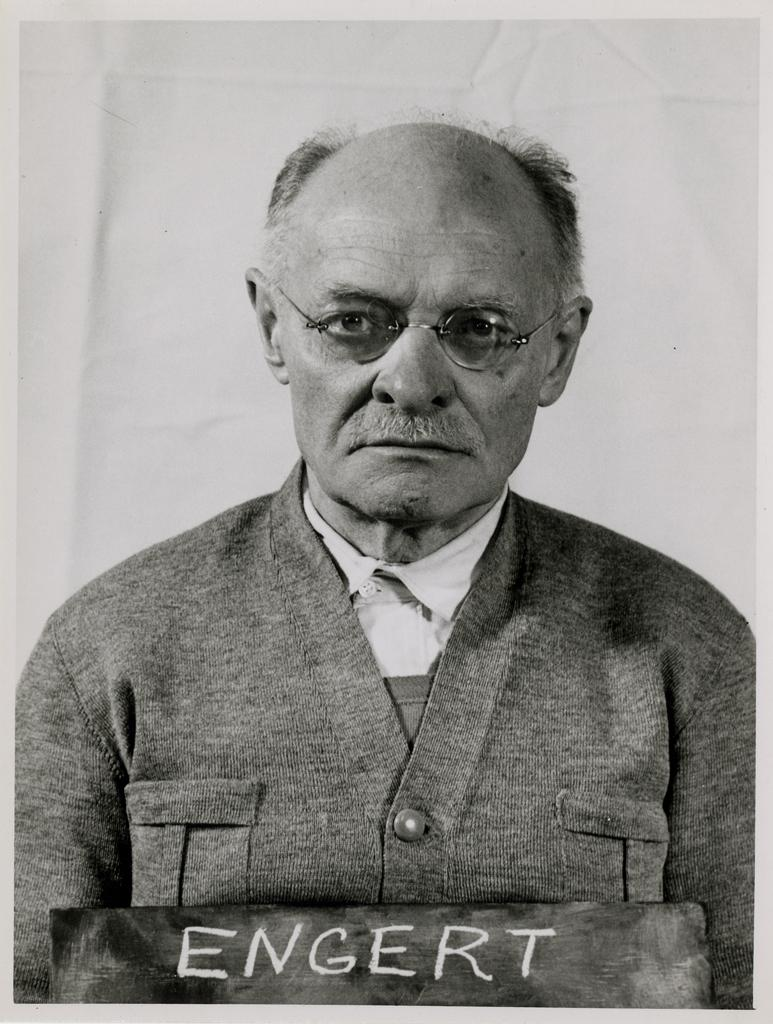
Karl Engert (1877–1951)

- Engert, Karl-Heinz (1919–1986), deutscher Maler und Grafiker
- Engert, Marcus (* 1984), deutscher Journalist
- Engert, Markus (* 1968), deutscher Goldschmied, Silberschmied, Freischaffender Künstler
- Engert, Otto (1895–1945), deutscher kommunistischer Politiker
- Engert, Rolf (1889–1962), deutscher Dramatiker, Schriftsteller und Verleger
- Engert, Sebastian (1774–1830), nassauischer Beamter und Amtmann
- Engert, Susann (* 1978), deutsche Politikerin (SPD), MdA
- Engert, Thaddäus (1875–1945), deutscher Theologe
- Engert, Thomas (* 1965), deutscher Poolbillardspieler
- Engert, Wilhelm (1884–1963), österreichischer Diplomat
- Engert-Ely, Ruthild (1940–2013), deutsche Opernsängerin (Mezzosopran)
- Engerth, Eduard von (1818–1897), österreichischer Historien- und Genremaler
- Engerth, Horst von (1914–2003), deutsch-österreichischer Maschinenbauingenieur, Braumeister und Hochschullehrer
- Engerth, Rüdiger (1919–2005), österreichischer Kunsthistoriker, Kunstkritiker und Autor
- Engerth, Wilhelm von (1814–1884), deutsch-österreichischer Architekt, Maschinenbau-Ingenieur und Hochschullehrer

### Enges
- Engeser, Marianne (* 1957), deutsche Politikerin (CDU), MdL
- Engeser, Thomas (* 1948), deutscher parteiloser Kommunalpolitiker, Oberbürgermeister von Rottweil
- Engesland, Ingvild (* 1982), norwegische Skilangläuferin
- Engesser, Eric (* 1971), deutscher Moderator
- Engesser, Friedrich (1848–1931), deutscher Bauingenieur und Hochschullehrer
- Engesser, Johann Evangelist (1778–1867), deutscher katholischer Geistlicher und Politiker in Baden
- Engesser, Lukas (1820–1880), deutscher Architekt
- Engesser, Sven (* 1979), deutscher Kommunikationswissenschaftler, Professor der TU Dresden
- Engeström, Gustaf von (1738–1813), schwedischer Bergbauingenieur, Mineraloge und Chemiker
- Engeström, Yrjö (* 1948), finnischer Pädagoge und Professor der Universität Helsinki

### Enget
- Engetschwiler, Diana (* 1984), Schweizer Unternehmerin und Volleyballspielerin

### Engew
- Engewald, Werner (* 1937), deutscher Chemiker